# 凱旋門賞
凱旋門賞（がいせんもんしょう、フランス語: Prix de l'Arc de Triomphe）は、フランスのパリロンシャン競馬場（改修工事の際は、シャンティイ競馬場）で毎年10月の第1日曜日に開催される競馬の重賞（G1）競走である。距離は芝2400m。ヨーロッパ最大の競走の一つで、国際的に著名なスポーツの催しである。
英語圏等で（Arc）、フランス語圏で（L'Arc）と略されることもある。

## 概要
1920年に第一次世界大戦後に衰退したフランス競馬再興を掲げて誕生した国際競走である。ヨーロッパのみならず世界中のホースマンが英ダービーやケンタッキーダービーと並び憧れ、勝利を目標とする世界最高峰の競走の1つとして知られている。国際競馬統括機関連盟（IFHA）が公表する年間レースレーティングに基づく「世界のトップ100GIレース」においても、何度も首位に輝き、常に最上位に評価されている。
ヨーロッパでの競馬シーズンの終盤に開催され、その年のヨーロッパ各地の活躍馬が一堂に会する長距離のヨーロッパチャンピオン決定戦とされる。
ただし、近年では中距離レースの価値が上昇したことが影響し、凱旋門賞の価値は下がりつつある。
日本でも近年きわめて知名度や人気の高い競走で、日本国内で最上級の活躍をした競走馬が1960年代後半からしばしば参戦している（#日本との関連）。
凱旋門賞開催を盛り上げるため凱旋門賞の前日に2つのG1競走と3つのG2競走が、当日に凱旋門賞をメインに6つのG1競走が施行されており、その週末の2日間は凱旋門賞ウィークエンドと呼ばれている。

## 解説

### 競走条件
創設以来、2400メートルで行われている。
主催のフランスギャロは、本競走を種牡馬・繁殖牝馬の選定競走と位置付けている。そのため、出走資格は3歳以上の牡馬・牝馬に与えられており、生殖能力のない騸（せん）馬には出走資格は与えられていない。
本競走は定量戦で行われており、2017年以降、本競走における負担重量は、3歳牡馬は56.5kg（牝馬は55kg）、4歳以上牡馬は59.5kg（牝馬は58kg）と定められている。
フルゲートは2022年までは20頭であったが、2023年より24頭に拡大した。

### 格付け
1971年に、ヨーロッパで競走の格付け制度（グループ制）が創設されて以来、最高格のグループ1に位置づけられている。

## 歴史

### 概略
フランスでは、19世紀半ばに3歳馬のための国際的なクラシック競走としてパリ大賞が創設され、国外からも一流馬を集めて成功していた。これにならって古馬のための大競走が企画され、第一次世界大戦終戦直後の1920年に創設された。これが凱旋門賞である。
しかし初めの30年間は国外（特に競馬先進国のイギリス）からの一流馬の参戦はなく創設の目的を果たせなかった。1949年に大幅な賞金増によって世界一の高額賞金競走となると徐々に注目を集めるようになり、シーバードやミルリーフと言った名競走馬が一流馬を相手に勝つことで、凱旋門賞の国際的な名声はますます高まった。1986年にはイギリス、フランス、西ドイツ、アイルランドや日本、南米からもクラシックホースが集まり、ダンシングブレーヴがレコード勝ちした。
凱旋門賞の成功にあやかって、世界各地に国際的な大競走が創設された。これらの多くは極めて高い賞金を出して凱旋門賞の上位馬を呼び寄せることで権威を高めようとした。1990年代には、いくつかの競走は凱旋門賞を超える賞金を出すようになった。一方、凱旋門賞は世界最高賞金の座を奪還するためにスポンサーと契約し更なる賞金の積み増しを行なっている。

### 沿革
- 1857年 - ロンシャン競馬場開設。
- 1863年 - パリ大賞創設。
- 1893年 - コンセイユ・ド・ミュニシパル賞創設。
- 1919年 - 第一次世界大戦終結。
- 1920年 - 凱旋門賞創設。
- 1939年-1940年 - 第二次世界大戦により開催中止。
- 1943年-1944年 - 競馬が再開。ル・トランブレー競馬場の芝2300mで代替開催。
- 1949年 - 賞金額がパリ大賞を抜いてフランス最高額となる。
- 1965年 - 優勝馬のシーバード（Sea-Bird）タイムフォーム史上歴代1位（当時）[注 11]の評価を受ける。
- 1971年 - ミルリーフ（Mill Reef）がレコード勝ち。はじめて英国ダービー、キングジョージ6世&クイーンエリザベスステークス、凱旋門賞を勝った馬となる。
- 1982年 - トラストハウスフォート（イギリスの大手旅行会社）がスポンサーとなる。
- 1986年 - 優勝馬のダンシングブレーヴ（Dancing Brave）がインターナショナル・クラシフィケーション歴代1位（当時）[注 12]の評価を受ける。
- 1999年 - ルシアン・バリエール（フランスの代表的な高級ホテルグループ）がスポンサーとなる。
- 2000年 - 賞金が大幅に増額される。
- 2001年 - ワールドシリーズ・レーシング・チャンピオンシップに参加。
- 2008年 - カタール競馬馬事クラブがスポンサーになり、賞金が大幅に増額。芝の競走としては世界一の賞金額となる（全競走では世界2位）。
- 2016年-2017年 - ロンシャン競馬場の改修工事により、シャンティイ競馬場で開催された[3][4]。
- 2018年 - ロンシャン競馬場の改修工事が終了（競馬場名もパリロンシャン競馬場と改称）し、当地で3年ぶりに凱旋門賞が開催される。勝ち馬のエネイブルは前年に続き連覇。なお、異なる競馬場での凱旋門賞制覇（連覇も含めて）は史上初。
- 2019年 - ブリーダーズカップ・チャレンジシリーズに参加。

### フランス競馬の起源と国際競走の創設

#### フランス競馬の成立
フランスでは狩猟乗馬と馬場馬術が発展したが、競馬に関しては後進国だった。イギリス風の競馬が持ち込まれたのは17世紀になってからで、ギャンブルを伴う競馬はフランス貴族の間で流行し、彼らはイギリス人を真似て、乗馬服や鞍、さらには乗馬スタイルもイギリス風に変えた。競走馬は全てイギリスから輸入しており、18世紀半ばには毎年数千頭の競走馬がイギリスからフランスに売られた。また、多くのイギリス人の調教師や騎手が招聘された。
19世紀にはいると、ナポレオンやルイ18世、シャルル10世など歴代の王は競馬の制度の整備を行った。しかし、こうした官製の「競馬」はあまり流行らなかった。賞金も低く、一般の興味を引くことはなかった。農民は農業に適した重輓曳種に傾倒していたし、国民の自尊心は敵国であるイギリスの馬産に学ぶことを妨げていた。フランス国内におけるイギリス純血種（後にサラブレッドとして確立する品種）の生産の起源は1770年代とされているが、19世紀になっても相変わらず毎年15000から20000頭の軽種馬を輸入に頼っていた。
1833年にようやく、フランス馬種改良奨励協会が組織された。会長にはイギリス人のヘンリー・シーモア＝コンウェイ卿が就任した。協会は、イギリス風の競馬を行い、賞金によってサラブレッド生産を刺激し、フランス産のサラブレッドの資質向上を目指した。そして翌1834年から、パリ（シャン・ド・マルス）やシャンティイで競馬を開催するようになる。1836年にはイギリスを模倣してジョッキークラブ賞（フランスダービー）が、1843年にはディアヌ賞（フランスオークス）が創設された。これらの公認競馬に出走できるのはフランス産の競走馬に限られていた。

#### パリ大賞の創設

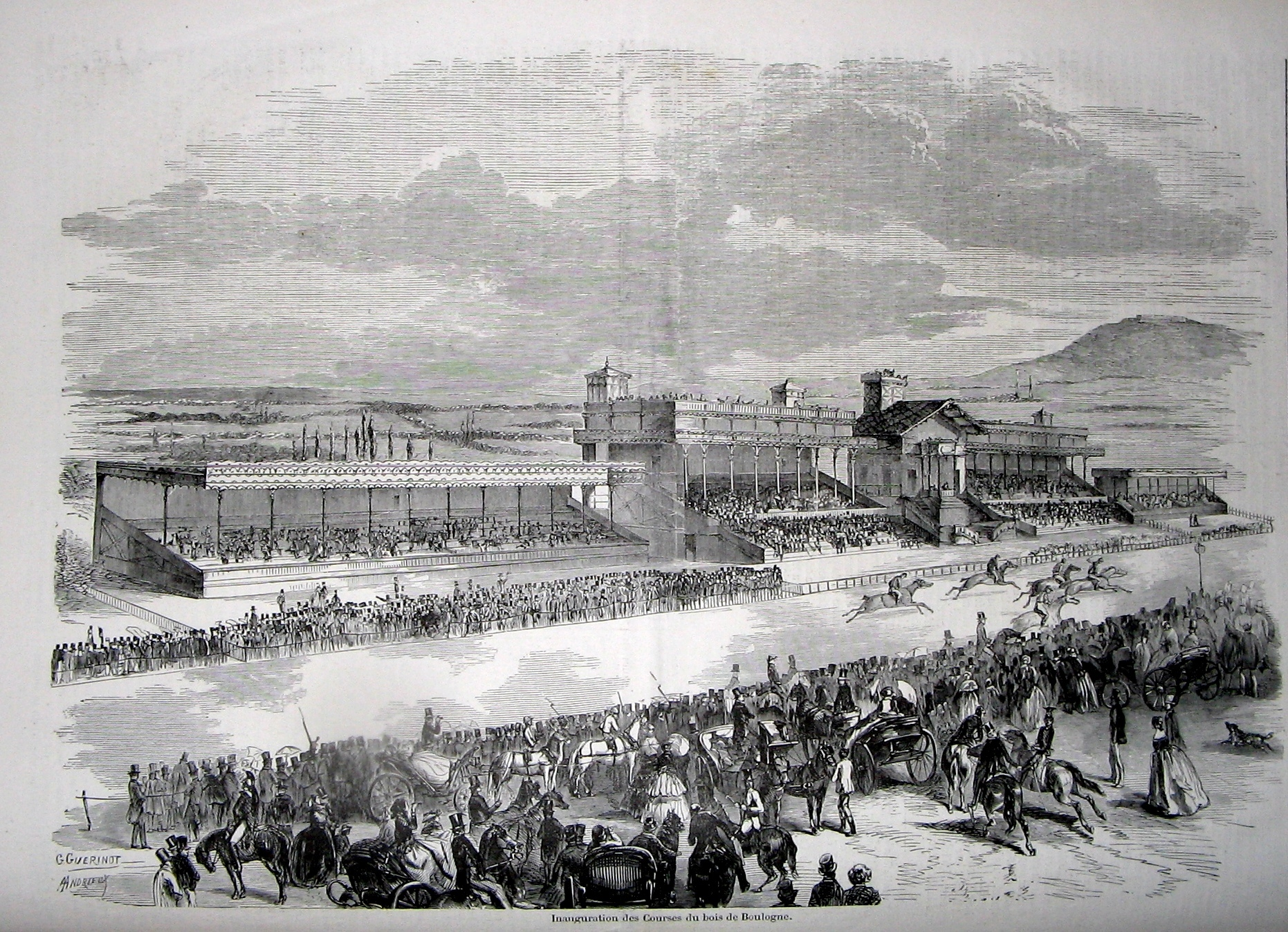
1857年に新設されたロンシャン競馬場

競馬の人気が定着すると、軍の演習場も兼ねていたシャン・ド・マルスの競馬場の土質が問題となってきた。1856年には皇帝大賞に43頭もの登録があり、いかにも手狭となった。こうして1857年にブローニュの森に隣接したロンシャン草原に新しく立派なロンシャン競馬場が新設された。奨励協会は、さらなるフランス馬の資質向上のために、3歳の一流馬による2400メートルの国際競走を開催することにした。10万フランの巨額の賞金がパリ市とパリの鉄道各社から提供され、皇室からも美術品が下賜されることとなった。イギリス競馬界との話し合いを経て、最終的にはイギリスとフランスのダービー馬が集まるように、開催時期は英国ダービーの11日後の5月末とされた。両ダービーで敗れた実力馬にも新たなチャンスとなるよう、距離は3000メートルで行われることとなった。こうして1863年に、世界的にみて初の本格的な国際レースとなるパリ大賞が創設された。

#### 市議会賞の創設
19世紀の終わり、フランスで「パリミュチュエル方式」の馬券が発明された。すぐに、奨励協会の発売するパリミュチュエル方式の馬券以外は非合法となり、奨励協会は豊富な資金を手にするようになった。この頃すでにパリ大賞は30年目を迎え国際的な大レースとして名声を確立していたが、パリ大賞は3歳馬しか出走することができなかった。そこで、1893年の秋に、4歳以上の国際競走として2400メートルの市議会賞（コンセイユ・ミュニシパル賞）が創設された。このレースは外国では好評を博したが、負担重量の問題から、フランス国内ではパリ大賞と並ぶような高い権威を得られなかった。

### 凱旋門賞の誕生
このため、新たに馬齢重量による2400メートルの国際大レースが秋のロンシャン競馬場に創設されることになった。競走の目的は外国産馬との対戦によってフランス産馬の優秀さを証明することにあった。当初、この大レースは「戦勝賞（ヴィクトワール賞　Prix de Victoire）」の名で計画されていたが、奨励協会の事務局長だったルネ・ロマネ=リヨンデによって「凱旋門賞」という名称に改められた。凱旋門賞は、それまで市議会賞（コンセイユ・ミュニシパル賞）が行われていた日程で開催されることになった。このため市議会賞は1週遅い時期に変更され、さらにそのためにグラディアトゥール賞という長距離レースの日程が1日後へずらされた。
フランスでは1914年からはじまった第一次世界大戦のため、1915年から1918年は競馬が行われておらず、ロンシャン競馬場が再開されたのは1919年になってからだった。このため1920年に創設された凱旋門賞は、フランス競馬と馬産界の復興のシンボルとなることを期待された。

#### 第1回凱旋門賞
凱旋門賞の優勝賞金は約17万フランで、パリ大賞の33万フランには遠く及ばないものの、イギリスダービー（約16万フラン）やフランスダービー（約14万フラン）を上回る賞金が提供された。しかしながら、フランス国内の鉄道は第一次世界大戦によって破壊されており、移動に時間がかかりすぎるためイギリスからの一流馬の参戦はなく、ヨーロッパの他の国々は戦争で疲弊し競馬どころではなかった。このため第1回の凱旋門賞は、奨励協会の期待に反し、外国からの出走はイギリスのカムラッド（英語: Comrade）とスペインのヌウヴェラン（Nouvel An）のわずか2頭だった。このうちカムラッドは春にパリ大賞を人気薄でまんまと逃げ切った馬で、凱旋門賞では3番人気（4.4倍）となった。迎え撃つフランス勢の一番手は、前年の2歳チャンピオンのシドカンペアドール（Cid Campeador）で、3倍の本命となった。これに続くのが、パリ大賞でカムラッドを短頭差まで追い詰めたアンブリー（Embry）で、直前のロワイヤル・オーク賞を制して3.8倍の2番人気だった。このほかにはフランス牝馬二冠のフラワーショップ（Flowershop）が出走した。レースが始まると、カムラッドは抑えたままの体勢で優位となり、そのまま鞭を使うことなく楽勝し、もとは25ギニーの安馬だったカムラッドが、7戦全勝で初代凱旋門賞優勝馬となった。こうして第1回の凱旋門賞は、「外国の一流馬との対戦」も「フランス馬の優秀さの証明」もいずれも果たすことができずに終わった。

### 第二次世界大戦以前の凱旋門賞

#### 第2回凱旋門賞

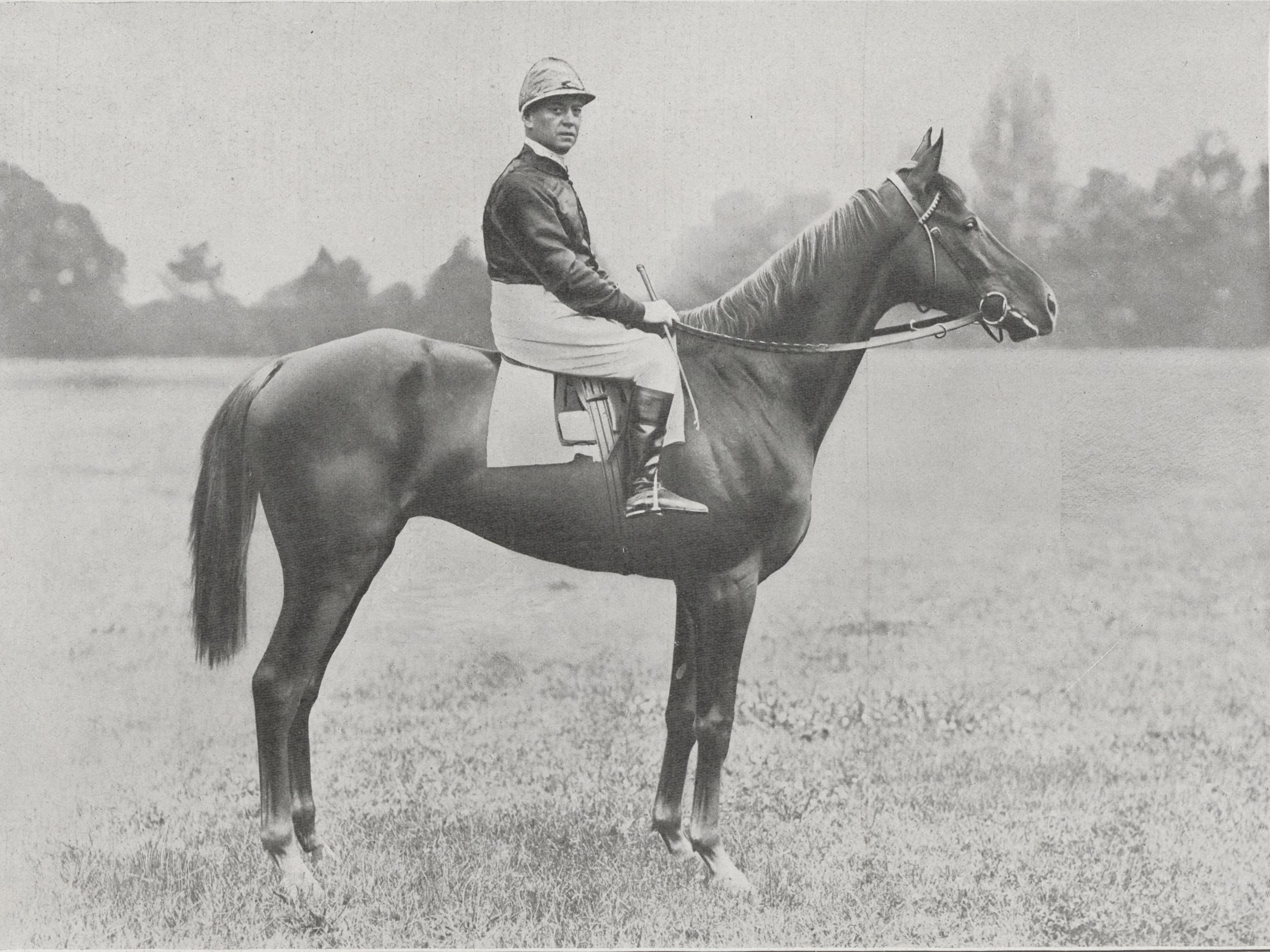
初めて凱旋門賞を連覇したクサール

1921年、2回目の凱旋門賞は賞金が倍になり、優勝賞金は約34万フランとなった。しかしこの年は、フランスダービー馬のクサール (Ksar) がパリ大賞でイギリス馬に惨敗し、前年のフランスダービー馬スールビエ (Sourbier) も共和国大統領賞でイギリスのハンデキャップホースに敗れ、フランスとイギリスのサラブレッドの間にはかなりの実力差があるとみなされた。そのためこの年もイギリスから一流馬の参戦はなかった。クサールは凱旋門賞の直前に復調し、本命（2倍）となった。これに続いたのがイギリスのスクエアメジャー (Square Measure)だったが、創設間もない大レースのため主催者の不手際があり、出走前に2回もスタンド前を行進させられて興奮し、スタート前に暴走してしまった。同様にイギリス牝馬のブルーダン (Blue Dun) も騎手の制御が効かなくなって、レースが始まると2400メートルの競走とは思えないスピードで先頭を切った。ブルーダンは最終コーナーを待たずに失速したが、これにかわって先頭に立ったのはクサールで、そのまま押し切って優勝した。創設2年目にして初めてフランス産馬が凱旋門賞優勝を果たすことになったが、クサールの生産者は前年の覇者カムラッドの馬主だったサンタラリであり、彼は2年連続で優勝馬の関係者となった。

#### 外国馬の不在
3年目の凱旋門賞にはフランス以外からの参戦がなく、クサールが大本命（1.3倍）、2番人気以降は12倍以上となって、クサールが難なく連覇を達成した。

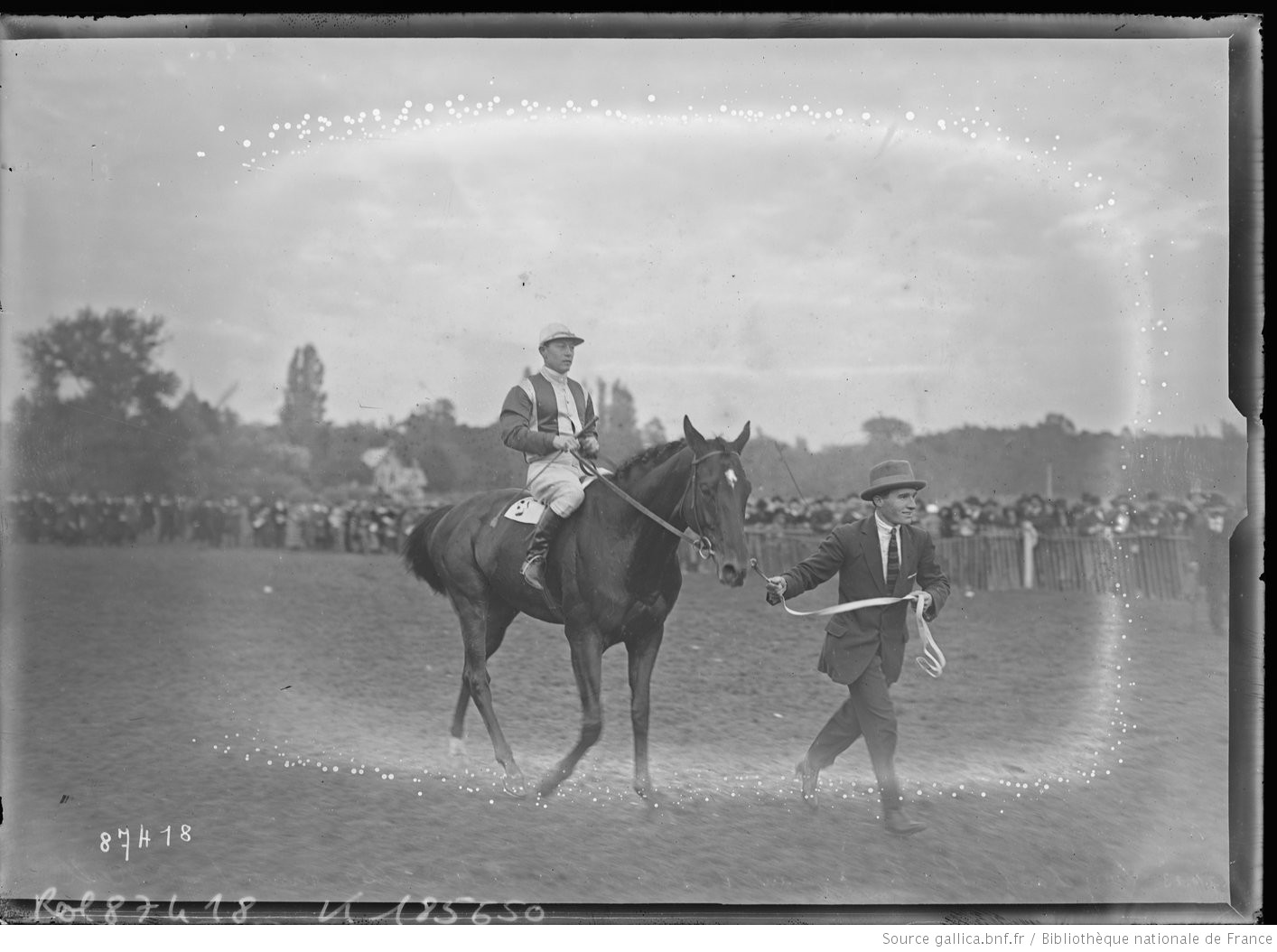
第4回凱旋門賞でのパース。騎手はフランク・オニール。

クサールが引退したあと、4年目の凱旋門賞はイギリスのパース（英語: Parth）が優勝した。しかしながらパースはイギリス国内で最も優れたサラブレッドというわけではなく、この年のイギリス二冠馬パパイラス (Papyrus) は凱旋門賞には目もくれず、アメリカの競走馬と対決するために渡米していた。
5年目・6年目の凱旋門賞も外国からの出走がなかった。それどころか、前年の覇者パースも同時期のイギリスのジョッキークラブステークスに出走することを選び、凱旋門賞の主催者を落胆させた。イギリスの一流馬がさっぱりやって来ない理由はいくつか考えられていたが、フランス・フランの相場の下落や、フランスでは奨励協会が馬券を独占し馬主が自由に大金を賭けられる環境がないことが、イギリスの馬主に敬遠されていると考えられていた。在フランスイギリス大使を務めていた第17代ダービー伯爵エドワード・スタンリーはしばしば素晴らしい名馬を凱旋門賞に登録して主催者に期待をさせたが、結局出走することはなかった。その後もイギリスから本物の一流馬がやってくることはなかった。
一方、国外からやってきたのはイタリアやドイツの活躍馬で、ドイツからは1928・29年にドイツの歴史的な名馬となったオレアンデル (Oleander) がやってきた。イタリア産馬は1929年のオルテッロ (Ortello) や1933年のクラポム (Crapom) などの優勝馬を出したが、こうした傾向は、イギリスの一流馬との対戦によってフランス産馬の優秀さを証明しようという当初の意図とはそぐわないものとなってしまった。

#### 第二次世界大戦前夜
1930年代、世界経済の低迷やスペイン内乱はフランスの経済にも重大な悪影響を及ぼしており、競馬界もその例外ではなかった。凱旋門賞の賞金は一時期60万フランまで増えていたが、1930年代の半ばには40万フランまで減り、フランス国内の一流馬さえ凱旋門賞に出走しないものも出た。1937年に1着賞金が100万フランに増額されたが、この頃には既に創設当時と比べてフランの価値は半分以下になっていた。さらに1938年にはドイツがオーストリア併合を行い、秋には対ドイツ開戦目前と考えられた。実際、1938年の9月後半にはフランス国内に250万人の動員が行われ、競馬どころではなくなってきた。危機は9月末のミュンヘン会談によってギリギリのところで回避されたようだったが、10月頭の凱旋門賞は極めて低レベルのメンバーで行なわれた。結果的にはこれが第二次世界大戦前に行なわれた最後の凱旋門賞となった。
1939年、フランスに名馬ファリスが登場した。ファリスはフランスダービーとパリ大賞で致命的な不利を跳ね返して劇的な勝利を飾ると、無敗のまま、イギリスのセントレジャーステークスでイギリスのブルーピーターとの対決することにした。ブルーピーターはイギリスに登場した名馬で、この年英国二冠とエクリプスステークスを制し、9月のセントレジャーでイギリスクラシック三冠に挑むことになっていた。セントレジャーの1か月後には凱旋門賞があり、セントレジャーの結果次第では凱旋門賞でも両雄の対決が見られるかもしれなかった。しかし、9月1日にドイツがポーランドに侵攻し、イギリスとフランスはドイツへ宣戦布告した。セントレジャーも凱旋門賞も中止となり、両者の対決は幻となった。

### 第二次大戦下の凱旋門賞

#### 2年間の中断
1939年の秋に宣戦布告をしたとはいえ、実際にはほとんど戦闘は行われなかった。このため1940年の春には例年よりも規模を縮小しながら競馬が行なわれた。ところが5月になると突如としてドイツ軍はフランスへ進攻し、1ヶ月ほどでパリも占領されてしまった。走路が軍の飛行場となっていたシャンティイ競馬場はドイツ軍に明け渡されたが、逃げ遅れて見捨てられた競走馬100頭ほどが餓死した。このなかには1927年の優勝馬モンタリスマン（Mon Talisman）も含まれていた。ファリスはドイツ軍に接収されて連れ去られてしまった。
1940年の秋に占領軍から競馬再開の許可が出た。ロンシャン競馬場は使えなかったため、10月にオートゥイユ競馬場で開催されることとなった。春に施行できなかった3歳牡馬のためのプール・デッセ・デ・プーランと3歳牝馬のためのプール・デッセ・デ・プーリッシュは一つにまとめて「エッセ賞」として10月の末に行なわれた。本来は夏に行われるフランスダービーは11月に「シャンティイ賞」として行なわれた。パリ大賞、カドラン賞も代替競走が行われた。通常であればこれらの勝者が凱旋門賞に集まるところだが、秋の短い期間にクラシック競走と凱旋門賞すべてを連戦するのは明らかに無理であると考えた主催者は、この年の凱旋門賞も中止した。

#### 占領下の凱旋門賞
1941年にはロンシャン競馬場が再開され、凱旋門賞も開催されることになった。占領下で物資統制が行われていたが、パリジャンはカーテンで作ったドレス、木やコルクで仕立てた靴で華やかに着飾ってエレガントな雰囲気を守った。しかしこの年の凱旋門賞に集まったのはわずか7頭だった。これは創設以来2011年までの中で最少の出走頭数である。

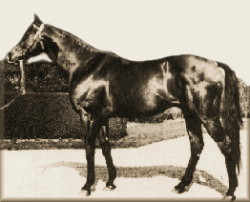
占領時代の凱旋門賞でルパシャと二強時代を築いたジェベル

本命になったのはマルセル・ブサックの古馬ジェベル（Djebel）だった。ジェベルは前年の英国ダービーで本命になるほどの実力馬だったが、戦局の悪化で渡英が叶わず、秋に代替競走のエッセ賞を勝っていた。相手は1歳年下のルパシャ（Le Pacha）とネペンシ（Nepenthe）で、両者はパリ大賞やロワイヤル・オーク賞で接戦を演じたライバル同士だった。ルパシャは初出走前に馬主を蹴り殺し、無敗のままグレフュール賞、オカール賞、リュパン賞を勝ち進んでフランスダービーも勝った。一方のネペンシはダービー卿の所有馬（ドイツ占領下のフランスではイギリス人馬主が許されないためフランス人の名義を借りていたで、ノアイユ賞に勝った。両者の初対戦はパリ大賞で、3/4馬身の僅差でルパシャが勝った。2度目の対戦はロワイヤル・オーク賞で、このときはゴールまであと30メートルのところでネペンシがルパシャをとらえたのだが、そこでネペンシの騎手が鞭を落とすミスを犯し、短頭差でルパシャが勝利をものにしていた。凱旋門賞のゴール前は、ロワイヤル・オーク賞と同じようにルパシャとネペンシの大接戦となり、短頭差でルパシャが勝った。ジェベルは離れた3着に終わった。ルパシャは1926年の凱旋門賞優勝馬ビリビ（Biribi）の子で、凱旋門賞としては初めての父子制覇となったが、ビリビは既にドイツ軍によってドイツへ連れ去られていた。
フランス国内では飼料が不足し、競走馬の生産も大きな規制を受けた。競走馬には1頭1頭配給票が与えられ、その数はわずか2100頭に限定されたため、ほとんどの競走馬は3歳で引退を余儀なくされた。しかし、ルパシャ、ネペンシ、ジェベルは翌1942年も現役を続行した。ネペンシはカドラン賞を勝ち、ジェベルはサブロン賞、ボイヤール賞、アルクール賞、エドヴィル賞を勝った。ルパシャとジェベルの対戦が実現したのは夏のサンクルー大賞だった。この競走はそれまで「共和国大統領賞」の名で行われていたが、ドイツ侵攻で共和国が崩壊したためにレース名が変更になっていた。ルパシャは残り50メートルまで先頭だったが、ジェベルが最後にこれを捕まえ、レコードタイムで勝った。ルパシャにとっては初めての敗戦だった。ルパシャはこのあとプランスドランジュ賞を圧勝し、凱旋門賞で両者の再戦が実現した。3歳勢ではフランスダービー2着のトルナード（Tornado）とロワイヤル・オーク賞に勝ったティフィナール（Tifinar）が出走してきたが、フランスダービーとパリ大賞を勝ったマジステール（Magister）やダービー卿所有の無敗のアーコット（Arcot）は凱旋門賞には出て来なかった。本命になったのはルパシャで、2番人気はジェベルだった。いつも通りルパシャが早めに先頭にたって直線に入ったが、ルパシャはそこで故障を発生して後退した。これを見たジェベルは楽に先頭に立ち、そのままゴールした。2着にはトルナードが入った。
ルパシャは引退すると、ドサージュ・システムの考案者であるヴュイエ大佐の未亡人の牧場で繋養された。一方のジェベルもこの凱旋門賞を最後に引退して種牡馬となった。ジェベルの子はフランスとイギリスで活躍し、過去の凱旋門賞の優勝馬の中でもっとも成功した種牡馬となった。

#### ロンシャン競馬場の空爆と競馬の移転
ドイツ軍は連合軍の反撃を受け、ガソリンや飼料などの物資はさらに逼迫し、競走馬の生産や維持をますます困難にした。しかしドイツ軍は、平静を装って士気を高めるためには、フランス人の日常生活を維持する必要があると考えて通常通り競馬を開催することを許可した。結果としてこの時期の馬券の売上は大幅に増え、多くの競走の賞金が増額された。
凱旋門賞の賞金は100万フランに据え置かれていたが、春のロンシャン競馬場で行われるサブロン賞は従前の63万フランから97万フランに賞金が増えた。このサブロン賞には、前年無敗の活躍をしたアーコットと、凱旋門賞2着のトルナードが登場することになっていた。サブロン賞当日の第1レースの発走寸前に、ロンシャン競馬場の上空にアメリカ軍の爆撃機が現れた。競馬場内に設置されていたドイツ軍の高射砲が応戦したが、爆撃機は14発の爆弾を投下し、7名の観客が死んだ。競馬施設も被害を受けたが、応急処置を施して1時間半後に競馬が再開された。この日行なわれたサブロン賞は、アーコットとトルナードの同着になった。しかしこの古馬2強はこのあと引退を決め、秋の凱旋門賞には出走しなかった。
爆撃の結果、ドイツ軍はロンシャン競馬場の開催許可を取消した。主催者は凱旋門賞を開催するにあたり、パリに近く、馬場が広く、直線に坂があるル・トランブレー（Tremblay Park）競馬場を選んだ。
1944年には6月にリュパン賞当日のメゾンラフィット競馬場が爆撃されて調教師が死んだ。フランスの重要な馬産地であるノルマンディーは激戦地となって、1936年と1937年に凱旋門賞を連覇したコリーダも犠牲となった。8月にはシャンティイ競馬場がたびたび爆撃を受けた。8月25日に連合軍が入城してパリが解放されると、ロンシャン競馬場の修復が始まった。9月の半ばには概ね修復がおわったが、ロンシャン競馬場はアメリカ軍に接収されて駐屯地となった。そのため結局この年も秋競馬はル・トランブレー競馬場で行なわれた。
1945年に凱旋門賞はロンシャン競馬場に戻ったが、戦時中の影響は様々な形で競馬に悪影響を及ぼした。石炭不足によって散水ができなくなって馬場が硬くなったり、政府がドイツ占領時代に発行されていたすべての新聞を発禁処分とした結果、すべての競馬新聞が姿を消したのがその一例である。

### 真の国際大レースへ

#### 競合レースの登場
解放によって国外への出走が可能になると、最初に海外遠征を行ったのはマルセル・ブサックだった。ブサックのプリアム（Priam）はハードウィックステークスを勝ち、カラカラ（英語: Caracalla）はイギリスで最も重要な競走の一つであったアスコットゴールドカップに勝った。既にコリーダやジェベルなどによって凱旋門賞を4勝していたブサックは、毎年何頭もの有力馬を凱旋門賞に送り込んでおり、1946年の凱旋門賞ではそれが顕著に表れた。ブサックは本命のカラカラを出走させたが、このときブサックがカラカラのためのペースメーカーとして出走させたのは1944年の凱旋門賞優勝馬のアルダン（英語: Ardan）だった。ブサックの競走馬は強すぎて、彼の所有馬が登場すると他の馬は回避するし、馬券の倍率は下がって馬券の売り上げが落ちるのが主催者の「悩みの種」ですらあった。
しかし、1946年の凱旋門賞の出走メンバーが手薄になった理由はほかにもあった。この年、凱旋門賞の6日後に、イギリスのアスコット競馬場で新しい大レースが創設された。3歳馬のために2マイル（約3200メートル）で行われるキングジョージ6世ステークスである。この年のパリ大賞とロワイヤルオーク賞の優勝馬スヴレン（英語: Souverain）はイギリスの大レースを選んだ。フランスダービー馬プリンスシュヴァリエ（Prince Chevalier）は凱旋門賞に出てきたが、プリンスシュヴァリエは既にパリ大賞とロワイヤルオーク賞でスヴレンに敗れており、明らかに3歳馬の中では2番手以下の評価だった。前年の2歳チャンピオンのニルガル（Nirgal）や、フランスダービー2着のエルスヌール（Elseneur）もキングジョージ6世ステークスを選んだ。英国ダービー馬のエアボーン（英語: Airborne）やアイルランドダービー馬のブライトニュース（Bright News）も出走したので、キングジョージ6世ステークスのほうが凱旋門賞よりも国際的な一流馬を集めることに成功していた。
これ以降も、セントレジャーで2着になったアルバール（Arbar）や2歳チャンピオンのジェッダ（Djeddah）など、フランスの一流馬にも凱旋門賞よりキングジョージ6世ステークスを選ぶものが続出した。フランスの主催者は、キングジョージ6世ステークスの主催者に対し丁重に施行日の変更を申し入れたが、受け入れてもらえなかった。

#### 英国ダービー馬の参戦と失敗
イタリアからは相変わらずときおり凱旋門賞へ挑戦する馬が出ていたが、久しぶりに本格的な海外の一流実績を持つ馬が凱旋門賞にやってきたのは1948年のパールダイヴァー（英語: Pearl Diver）とミゴリ（英語: Migoli）だった。パールダイヴァーはフランス生産・調教馬ながら前年の英国ダービーを制覇した馬である。ミゴリはアガ・カーン3世所有のアイルランド生産・英国調教馬で、2歳の時には後のフランスダービー馬を破っているし、3歳になってダービーでパールダイヴァーに次ぐ2着になったあと、エクリプスステークスやチャンピオンステークスに勝ち、古馬になっても3勝していた。この年はソ連がベルリン封鎖を行い、ちょうどパリでは国連安全保障理事会が開催中で、理事の多くが凱旋門賞の見物にやってきて国際色に花を添えた。
とは言え、アガ・カーン3世はこの年の英国ダービーとパリ大賞を制したマイラヴ（英語: My Love）も所有しており、マイラヴのほうは凱旋門賞には出さなかったので、アガ・カーン3世としては自身の最良の馬を凱旋門賞に送り込んだというわけではなかったし、パールダイヴァーはダービー優勝後は絶不調で、凱旋門賞でも39倍と全く人気がなかった。しかしそれでもミゴリはロンシャン競馬場の2400メートルの記録を塗り替えて凱旋門賞に勝った。
凱旋門賞の主催者にとっては残念なことに、ミゴリはこの11日後にイギリスでチャンピオンステークスに出て凡走し、セントレジャーで3着だったソーラースリッパーに大敗してしまった。結果的には、両馬の参戦は凱旋門賞の価値を高めるという意味ではあまり有効ではなかった。前年のフランスの2歳チャンピオンのジェッダが、凱旋門賞に出ずにキングジョージ6世ステークスに挑んで2着になったという事実も、凱旋門賞をフランスで最高の国際競走にしたいと考える主催者にとっては望ましい状況とはいえなかった。

#### 賞金の大幅増
ミゴリが勝った時の凱旋門賞の1着賞金は約520万フランで、第二次世界大戦前に比べると額面では5倍になっていたが、フランス・フランの価値は戦後も下がり続けており、魅力的な額とは言えなかった。競合するキングジョージ6世ステークスはこれよりも賞金が高かった。

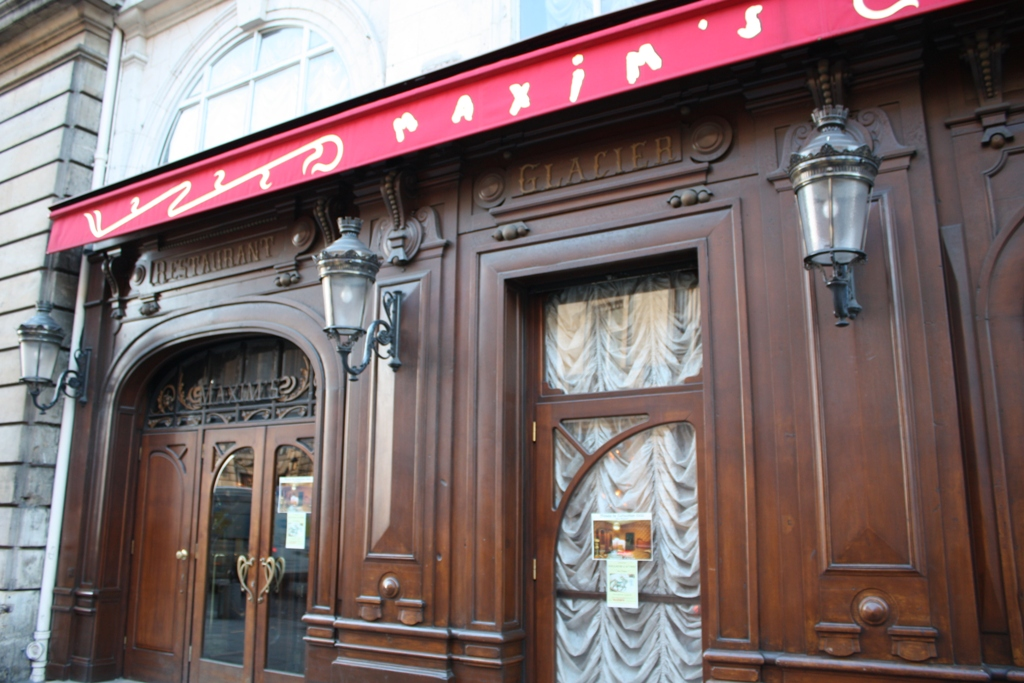
晩餐会が開かれたマキシム

凱旋門賞の価値を本来の意図通りにするためには賞金の大幅増が不可欠と考えた主催者は、国営宝くじ（Loterie nationale française）との何ヶ月にも渡る長い交渉の末に、宝くじ馬券を利用して賞金の資金源とすることに成功した。こうして、1949年7月に発表された1着賞金額は2500万フランで、生産者賞や登録料も合わせると約3000万フランとなった。この結果、馬齢重量の競走としてはヨーロッパでもっとも高額賞金の競走となった。この効果はめざましく、条件の発表が遅かったにもかかわらず、フランス、イギリス、イタリア、ベルギー、アメリカ、アルゼンチン、アイルランドから合わせて120頭の出走の登録があった。この中にはアメリカの三冠馬アソールト（Assault）や、アルゼンチンの最強牝馬エンペニョーサ（Empenosa）の名もあった。イギリスからは二冠馬のニンバス（Nimbus）とオークス馬のムシドラ（英語: Musidora）が登録し、イタリアやベルギーからも最強馬が登録した。最終的に出走したのは28頭で、これは過去最多の出走頭数となった。この年勝ったのはブサックのコロネーションだった。そもそもブサックはコロネーションのために凱旋門賞を権威づけたともされる。
主催者は、この世界的な大競走の誕生を内外にアピールするために、レースの前夜にロワイヤル通りのマキシムで「競馬・生産界の晩餐会」を開催した。

#### キングジョージ6世&クイーンエリザベスステークスの誕生
1949年に行なわれた凱旋門賞の賞金の大幅な増加は思わぬところに影響を及ぼした。創設以来日程が競合して一流馬を奪い合っていたイギリスのキングジョージ6世ステークスは、凱旋門賞の賞金増を受けて撤退せざるを得なくなった。アスコット競馬場はキングジョージ6世ステークスを、夏に行われている1マイル半（約2400メートル）のクイーンエリザベスステークスと統合することにした。
1951年は大英博覧会開催100周年にあたり、イギリスでは夏に大々的に英国祭（フェスティヴァル・オブ・ブリテン）を行った。こうして1951年7月に、フェスティヴァル・オブ・ブリテン・ステークスが行なわれた。賞金は大幅に増えて、イギリス国内ではダービーに次ぐ高額賞金となった。この競走は翌年キングジョージ6世&クイーンエリザベスステークスと改称し、以来、夏のヨーロッパを代表する国際大レースとして定着した。時期的にも競合しない高額国際競走の誕生は、フランスの主催者にも歓迎された。
凱旋門賞とキングジョージ6世&クイーンエリザベスステークスの両レースの制覇に最初に挑んだのはタンティエーム（Tantieme）で、1950年に凱旋門賞に勝ったタンティエームは翌1951年に第1回のキングジョージ6世&クイーンエリザベスステークス（つまり、フェスティヴァル・オブ・ブリテン・ステークス）に挑んだ。以前に長距離遠征に失敗して体調を崩したことがあるタンティエーム陣営は、レース当日の早朝にタンティエームをフランスから現地へ直接空輸するという作戦をとったが、不運なことにその日は強風が吹いて飛行機は激しく揺れ、「身の毛もよだつ」「不快な旅」となってしまった。このため明らかにタンティエームは体調を落としており、スタートで後手を踏んだ上に最終コーナーで不利を受けて3着に敗れた。その後タンティエームはフランスに戻って復調し、記録的な大観衆となった66,840人の有料入場者の前で2度めの凱旋門賞を楽々と制して、フランス競馬史上最良の競走馬の1頭となった。

#### ワシントンDCインターナショナルの誕生
キングジョージ6世&クイーンエリザベスステークス創設の翌年、1952年の秋にアメリカ大陸にも国際的な大レースが誕生する。ワシントン近郊のローレル競馬場が創設した1マイル半（約2400メートル）のワシントンDCインターナショナルである。この競走ではヨーロッパからの一流競走馬を集めるために、遠征費用を負担し、アメリカでは主流ではない芝コースで行い、スタートの方法をヨーロッパ風に行なった。各国の競走条件を折衷して採用したこのイベントは、北米大陸や西ヨーロッパのみならず、南米、オーストラリア、冷戦時代のソビエトや、敗戦から復興中の日本からも競走馬を呼び込むことに成功した。
アイルランドの一流馬、ズクロ（Zucchero）は第1回のキングジョージ6世&クイーンエリザベスステークスで2着になった馬で、ズクロは秋シーズンの目標を凱旋門賞ではなく第1回のワシントンDCインターナショナルと定めてフランスの競馬ファンを落胆させた。この年イギリス最良の3歳馬はタルヤー（Tulyar）で、ダービー、セントレジャー、エクリプスステークス、キングジョージ6世&クイーンエリザベスステークスと勝って50年ぶりに賞金記録をつくり、歴史的な3歳馬となった。タルヤーも凱旋門賞に出ないとわかったとき、フランスの競馬界は失望の色を隠せなかった。この年の凱旋門賞に出走した外国馬はわずか1頭、イタリアのオワーズ（Oise）だけになってしまった。

#### 1953年の騒動
1953年の凱旋門賞は国際大レースに相応しいメンバーが揃った。イギリスからはセントレジャーの優勝馬プリモニション（英語: Premonition）がやってきた。コロネーションカップで前年のワシントンDCインターナショナルの勝馬を破ったズクロもやってきた。敗戦国西ドイツからは20年ぶりにドイツダービー馬のニーデルレンダー（Niederländer）が挑戦してきたし、アガ・カーン3世は前年の優勝馬ヌッチョ（Nuccio）を送り込んできた。地元のフランス勢ではパリ大賞の優勝馬ノーザンライト（Northern Light）が出走した。
競馬場には10万人の大観衆が集まり、戦後の初代大統領のヴァンサン・オリオール大統領やドイツの鉄鋼王ハインリッヒ・フォン・ティッセン男爵も観戦にやってきた。このレースは最終コーナーのあたりで起きたアクシデントで大荒れとなった。坂下でブサックのジャニター（Janitor）とニーデルレンダーが激しく衝突し、右膝の後ろを大きく切ってしまった。イギリスのプリモニションは勝負どころで右後肢を蹴られて腱まで達する深い傷を負った。これらのトラブルを尻目に早めに抜けだしたフランス牝馬のラソレリーナ（La Sorellina）が逃げ切り、その半兄のシルネ（Silnet）が2着に入った。妹兄での1・2着は凱旋門史上初めての珍事だった。道中のラフプレーに何人もの騎手が異議を唱え、イギリスのマスコミは主催者を批難したが、主催者は審議の結果、特定の馬に非を認めるのは不可能だと結論づけた。これがきっかけとなって、フランスではパトロールフィルムが導入されることになった。パトロールフィルムは6年後の凱旋門賞で、ゴールしたときは同着と判定されたセントクレスピンとミッドナイトサンに決着をつけるのに役だった。
主催者にとって良いニュースは、この凱旋門賞で3着に入ったワードン（英語: Worden）が、その秋にイタリアに転戦してローマ賞を勝ち、さらにアメリカへ遠征してワシントンDCインターナショナルを圧勝したことだった。この2つの勝利は凱旋門賞の価値を高めることになった。

### 名馬の時代

#### リボーの連覇

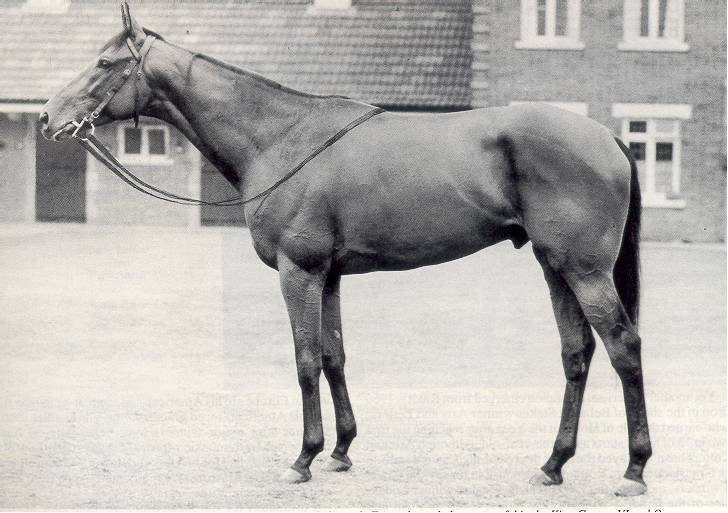
凱旋門賞連覇のリボー

1955年の凱旋門賞は史上最多となる156頭の登録があった。この中には、フランス、アメリカ、イタリア、アイルランド、西ドイツのダービー馬が9頭含まれており、凱旋門賞の国際的評価が定着しつつあることを示していた。しかしこれらのほとんどは凱旋門賞の前に引退してしまったり、怪我で休養に入ってしまったりして、実際に出走したのはフランスダービー（ジョッケクリュブ賞）馬のラパスとアイルランドダービー馬のザラズーストラの2頭だけだった。イタリア三冠馬のボッティチェリ（Botticelli）も登録していたが結局出走は取りやめて、代わりに僚馬のリボー（Ribot）がイタリア代表としてやってきた。
リボーはフェデリコ・テシオの忘れ形見で、クラシックは登録がなく未出走だったものの、無敗であった。しかし、フランス人もイギリス人も、リボーの実力を計りかねていた。イタリア三冠馬のボッティチェリに唯一土をつけたイタリア馬は1952年の凱旋門賞にたった1頭の外国馬として出走したオワーズだった。オワーズはその凱旋門賞で10着だった。そしてリボーが勝ったことがあるただ1頭の一流馬がオワーズだった。
リボーは馬なりで後続に3馬身差をつけて凱旋門賞に勝ち、イタリアに22年ぶりの栄冠をもたらした。後になって明かされたが、リボーは最終追い切りで鞭を使わずに三冠馬ボッティチェリを4馬身ちぎっており、関係者はボッティチェリが故障したのかと誤解するほどだった。リボーは凱旋門賞のあと、ワシントンDCインターナショナルの招待を断って、2週間後のジョッキークラブ大賞に出走した。ここでもリボーは15馬身差で圧勝した。
リボーは翌1956年、イギリスのキングジョージ6世&クイーンエリザベスステークスを5馬身差で勝った。この結果、リボーは初めて凱旋門賞とキングジョージ6世&クイーンエリザベスステークスというヨーロッパのニ大国際競走を制覇した競走馬となった。
リボーは15戦無敗のまま凱旋門賞を連覇するために登場したが、これに挑戦してきた「向こう見ず」な19頭の中には、アメリカからやってきた2頭の馬も含まれていた。2頭はワシントンDCインターナショナルの優勝馬フィッシャーマン（Fisherman）と、この年のアメリカのフリーハンデでトップにランキングされたキャリアボーイ（Career Boy）である。アメリカ馬がヨーロッパに遠征してくるのは20年ぶりのことで、凱旋門賞の主催者は、「自分たちのチャンピオンの評価が傷つく危険を冒して」まで大西洋を超えて遠征してきた両馬に対して深い謝意を表した。
レースはスタートと同時にフィッシャーマンが飛び出してペースメーカーを務めた。キャリアボーイに騎乗したエディ・アーキャロ騎手は40歳のベテランで、最終コーナーでは勝利を確信していた。しかし、リボーはたったの2完歩で抜けだすと、鞭を使うまでもなく6馬身離して勝った。リボーは「今世紀最高の名馬」との名声を得たが、この凱旋門賞で敗れた馬がイギリスのチャンピオンステークスやアメリカのワシントンDCインターナショナルを勝ったことで、その評価はますます高まった。

#### 凱旋門賞開催日の充実
1957年はロンシャン競馬場開設100周年の記念の年となった。この記念の年に、凱旋門賞をより華やかにするための2つの新しい競走が創設された。一つは2歳以上のスプリント戦、アベイ・ド・ロンシャン賞で、もう一つは3歳以上のマイル戦、ムーラン・ド・ロンシャン賞である。どちらも超高額な賞金を用意した大レースだったが、世界を驚かせたのは凱旋門賞の1着賞金で、この年から賞金は一挙4000万フランに加増された。
高額賞金に惹かれて、イギリス、フランス、アメリカ、アイルランド、イタリア、西ドイツ、といったおなじみの国のほか、ベルギー、ノルウェー、アルゼンチン、ベネズエラからも登録があった。この年の勝者は53倍の大穴、オロソ（Oroso）で、2着には46倍のドニジイ（Denisy）、3着に30倍のバルボ（Balbo）が入って大波乱となった。オロソに騎乗したのは軍服姿の兵役中の若手騎手で、この騎乗のために特別に1日の休暇を許されたのだった。オロソは1942年の凱旋門賞でジェベルに惨敗したティフィナールの子だった。

#### シーバード
1960年にフランス・フランの切り下げがあり、1着賞金は新しいフランで50万フランとなった。賞金はその後も右肩上がりで増加し、1965年には100万フランとなった。
この年の凱旋門賞は、望みうる世界最高のメンバーが揃った。イギリス、フランス、アイルランド、ソヴィエトのダービー馬が集まり、アメリカからも最強の3歳馬がやってきた。イギリスのダービーを勝ってきたのはシーバード（Sea-Bird）で、ライバルはフランスダービー、パリ大賞、ロワイヤル・オーク賞を勝った無敗のリライアンス（Reliance）だった。アイルランドダービー馬のメドーコート（Meadow Court）はキングジョージ6世&クイーンエリザベスステークスも制してきたし、凱旋門賞史上はじめてのソヴィエトからの遠征馬アニリン（Анилйн）はロシア最強馬で、既にワシントンDCインターナショナルでフランスやイタリアのクラシックホースを破っていた。アメリカのトムロルフも間違いなくこの年のアメリカ3歳馬の中では最良の馬で、アメリカのクラシック競走の一つプリークネスステークスに勝ち、その後も4連勝でパリにやってきた。このほかにも、イギリスの前年のセントレジャーの勝馬やフランスのオークス馬など、例年であれば主役になるような競走馬がいたものの、この年に限っては相手が悪かったというほかなさそうだった。
アメリカとソヴィエトからの遠征馬にとっては、レース前にいくつかの不利があった。トムロルフは芝で走ったことがなかったし、騎乗するシューメーカー騎手はアメリカのトップジョッキーだったがロンシャンでの騎乗経験がなく、事前にロンシャンの経験を積むためにフランスの新聞に騎乗馬を募る広告を出すほどだった。共産圏のアニリンにとっては国境の通関が難所で、西ドイツからベルギー、ベルギーからフランスと2度の通関に手間取って12時間以上も遅れてしまった。
観客はシーバードとリライアンスの激しい争いを期待していたが、実際にはシーバードのワンサイドゲームとなった。シーバードが2着リライアンスにつけた着差は6馬身で、これは凱旋門賞史上最大の着差である。リライアンスと3着馬の間もまた5馬身の差があったから、リライアンスも強さを発揮したといえる。
敗れた馬たちがこの年の後のレースで活躍したことで、シーバードの勝利はさらに価値が高められた。アニリンは西ドイツでヨーロッパ賞を勝ち、シーバードから11馬身差の3着だったダイアトムはワシントンDCインターナショナルでカナダのチャンピオンとアメリカの最強古馬を下し、シーバードから26馬身離されたドミドゥイユ（Demi-Deuil）はイタリアのローマ賞を6馬身差で勝った。
イギリスのタイムフォーム社は凱旋門賞の勝利を受けて、シーバードに145ポンドのハンデをつけた。これは当時のタイムフォーム史上最高値であり、この数値は40年以上破られなかった。
詳細は第44回凱旋門賞を参照。

#### ヴェイグリーノーブルとサーアイヴァー
1968年の凱旋門賞の主役は、ヴェイグリーノーブル（Vaguely Noble）とサーアイヴァー（Sir Ivor）だった。2歳の時に馬主の死去によってセリに出されたヴェイグリーノーブルは、従来の高値記録の4倍の値段で買われた。クラシック登録をしていなかったヴェイグリーノーブルは凱旋門賞を目標とし、前哨戦を勝って本命で凱旋門賞を迎えた。一方のサーアイヴァーはイギリスの二冠馬だった。しかし夏に調子を落として休養し、凱旋門賞ではまだ完全に復調しているとは言えない状態だった。
ヴェイグリーノーブルは終始危なげないレースで勝ち、3馬身離れた2着にサーアイヴァーが入った。ヴェイグリーノーブルはクラシック競走に出られなかったが、凱旋門賞で負かした相手がもっていたクラシックレースのタイトルは11を数えた。凱旋門賞のあと、サーアイヴァーはイギリスのチャンピオンステークスとアメリカのワシントンDCインターナショナルを勝ち、間接的にヴェイグリーノーブルの強さを証明した。

#### 三冠馬ニジンスキーの敗戦
1970年の凱旋門賞の出走馬はわずか15頭だった。出走馬がこれほど少なかったのはイギリスの三冠馬ニジンスキー（Nijinsky）が登場したからで、多くの一流馬はニジンスキーを破る余地はないと考えて、早々に出走を取りやめた。
ニジンスキーはイギリスの2000ギニーとダービーを完勝し、キングジョージ6世&クイーンエリザベスステークスを古馬相手に楽勝した。次の目標は凱旋門賞とアメリカのマンノウォーステークスだったが、その前に一度試走をする必要があった。どのレースに出ても重いハンデを負わなければならなかったため、ニジンスキー陣営は定量戦のセントレジャーに出ることにした。ニジンスキーは難なくこれを勝ったが、その結果として35年ぶりにイギリス三冠を達成した。
ニジンスキーは凱旋門賞で本命となった。ニジンスキーに6回騎乗したリーアム・ウォード騎手は、「もしニジンスキーが負けたら裸でアイルランドまで歩いてやるよ」と豪語した。しかし、ニジンスキーは残り100メートルの地点で先頭に立ったものの、苦しがって外へよれ、残り20メートルの地点でササフラ（Sassafras）が頭一つ分だけ巻き返し、そのままゴールした。
ニジンスキーにとっては初めての敗戦で、騎手を非難する者や、ニジンスキーのスタミナを疑問視する者、直前にセントレジャーを使ったことを原因とみなす者や、それ以前の苛酷なローテーションを敗戦の理由とする者もあった。陣営は体調が万全でなかったと弁明した。

#### ミルリーフの偉業
1971年には、前年のニジンスキーに勝るとも劣らない一流馬がイギリスからやってきた。ミルリーフ（Mill Reef）はダービーを勝って3歳馬の頂点に立つと、夏のエクリプスステークスでフランス最強古馬のカロを破り、キングジョージ6世&クイーンエリザベスステークスを6馬身差で楽勝した。
ニジンスキーとは異なり、ミルリーフはたっぷりと休養をとって、秋はぶっつけで凱旋門賞にやってきた。ミルリーフの調教師イアン・ボールディングは、英仏海峡を渡るにあたってミルリーフのストレスが最小限度で済むように、アメリカ大使にかけあってキングスクレアの厩舎に近いアメリカ空軍のグリーナム・コモン空軍基地から空輸する特別な許可を得た。基地の司令官は輸送に全面的に協力し、厩舎を出発してからフランスのル・ブルジェ空港に到着して通関手続が済むまでたったの2時間で済んだ。
凱旋門賞当日は、10年ぶりにフランス大統領が臨席した。大富豪として知られるデ・ビアスのサー・フィリップ・オッペンハイマーの姿もあったが、これは彼の会社が翌年からキングジョージ6世&クイーンエリザベスステークスのスポンサーになるための下調べだった。
ミルリーフは期待に応え、後続に3馬身差をつけて楽勝した。走破タイムの2分38秒30は2400メートルのレコードタイムだった。ミルリーフは翌年も凱旋門賞連覇を目指したが、凱旋門賞の1ヶ月半前、調教中に脚を4箇所骨折をする致命的な怪我を負った。普通であれば文字通り命にかかわる大怪我だったが、ミルリーフは気性が穏やかで長期間のギプス治療に耐えた。種牡馬となったミルリーフは大成功をおさめた。

#### 日本人の挑戦
1972年の凱旋門賞は、日本人にとって縁の深い開催となった。初めて凱旋門賞に挑んだ日本調教馬は1969年のスピードシンボリだったが、1972年には日本人馬主の所有馬が3頭出走した。なかでも実業家樫山純三のハードツービート（Hard to Beat）はフランスダービーをレコード勝ちした馬で、この年のフランス勢の筆頭として2.5倍の本命になった。天皇賞馬のメジロムサシは日本からフランスに転厩して参戦した。山本慎一のエリモホーク（Erimo Hawk）はアスコットゴールドカップやグッドウッドカップに勝った一流のステイヤーだったが、凱旋門賞は距離が短すぎるとみなされて人気はなかった。
スタートしてすぐに先頭を切ったのは英国ダービー馬のロベルト（Roberto）で、レコード決着だった前年よりも5秒も早い超ハイペースをつくりだした。ハードツービートは絶好の位置取りで直線に入ったが、思ったよりも伸びなかった。勝ったのは牝馬のサンサン（San San）で、勝ちタイムは前年のミルリーフと同じ2分38秒30だった。
サンサンは日本人に買われ、北海道で繁殖牝馬となった。ハードツービートは8着に敗れたが、翌年も凱旋門賞に挑んで3着になった。メジロムサシとエリモホークは着外だった。このレースに出た馬はほかにも、シャラプール（Sharapour）、プルバン（Pleben）、サンシー（Sancy）が日本に種牡馬として輸入された。

#### イギリス女王の臨席
1974年の凱旋門賞には、イギリスのエリザベス女王が有力馬の馬主としてやってきた。女王の馬が凱旋門賞に出るのは、即位以来初めてのことだった。女王のハイクレア（Highclere）はイギリスの1000ギニー、フランスオークスの2つのクラシックの勝馬で、夏のキングジョージ6世&クイーンエリザベスステークスでも2着になった。この時勝ったダリア（Dahlia）は凱旋門賞を避けてアメリカに行く事になったので、ハイクレアにも十分勝機があると思われた。これを迎えるフランス勢では前年の三冠牝馬アレフランス（Allez France）で、アレフランスは前年に凱旋門賞でも2着していた。
この頃のイギリスは、いわゆる英国病とオイルショックのダブルパンチで経済的にどん底の状態にあったが、ロンシャン競馬場にやってきたイギリスの大応援団は、そんなことはみじんも感じさせない様子で気前よく馬券を買った。
ハイクレアは、レースの中盤でアレフランスの僚馬パウリスタ（Paulista）の斜行をもろに受け、8馬身の不利を被って後方に下がり、優勝圏外になってしまった。一方アレフランスは直線入り口で早くも抜けだすと、残り700メートルを懸命に走って後続の追撃を頭差だけしのいで勝った。アレフランスはシーバードの子で、凱旋門賞父娘制覇となった。ハイクレアは20頭中最下位に終わった。2006年に凱旋門賞史上初めての失格馬となった日本のディープインパクトはハイクレアのひ孫にあたる。

#### アレッジドの連覇
1977年と1978年に凱旋門賞を連覇したアレッジド（Alleged）は、1955年と1956年に連覇したリボーのひ孫だった。アレッジドにとって不運だったのは、シーバード、ミルリーフ、ニジンスキーのような過去の名馬と比べて、対戦相手の戦績に恵まれなかったことだった。それぞれの年にアレッジドの2着に入ったバルメリーノ（Balmerino）とトリリヨン（Trillion）は凱旋門賞のあとヨーロッパやアメリカを転戦し、バルメリーノはエクリプスステークスなど、トリリヨンはワシントンDCインターナショナルなど複数の大レースで度々2着になるなど好走したものの、凱旋門賞以降にG1を勝つことはなかった。

#### ダンシングブレーヴと新興マネーの台頭
サウジアラビアのハーリド・ビン・アブドゥッラー王子の所有馬ダンシングブレーヴ（Dancing Brave）は、2歳の頃からイギリスで注目されていた。2000ギニーでは本命になって順当に勝ち、ダービーでも圧倒的な1番人気になった。ところが、後方に待機したため猛烈な追い込みにもかかわらず、抜け出したシャーラスタニ（Shahrastani）に半馬身だけ届かず2着に敗れた。
ダンシングブレーヴはこのあと古馬との初対戦となるエクリプスステークスを楽勝し、キングジョージ6世&クイーンエリザベスステークスではダービーで不覚を取ったシャラスターニにも借りを返し優勝、この年イギリス最強の座をものにした。
ダンシングブレーヴは凱旋門賞に向かい、前哨戦を10馬身差のレコード勝ちで圧勝してみせた。凱旋門賞には、イギリスのシャーラスタニのほか、フランスのベーリング（Bering）、西ドイツのアカテナンゴ（Acatenango）、アイルランドのトリプティク（Triptych）、日本のダービー馬シリウスシンボリ、チリのオークス馬マリアフマタ（Maria Fumata）など各国のダービー馬及びクラシックホースが揃い、1965年に並ぶ史上最強と騒がれるメンバーが出そろった。
後方に待機したダンシングブレーヴは直線に入ると並み居る強豪を外から一気に抜き、1馬身半差をつけてレコード勝ちをおさめた。この結果、ダンシングブレーヴはインターナショナル・クラシフィケーションで過去最高となる141ポンドを与えられた。
ダンシングブレーヴはこの後、アメリカで新しく誕生したばかりのブリーダーズカップに遠征したが、生涯最悪の成績となる4着に敗れた。3歳限りでダンシングブレーヴは引退して種牡馬となった。その後、マリー病（肥大性肺性骨関節症）にかかっていることが判明した。このダンシングブレーヴを購入したのは日本中央競馬会で、ダンシングブレーヴは日本で治療を受けてそのまま当地で種牡馬生活を継続、多くの活躍馬を出した。

### 20世紀末から21世紀まで

#### 高額賞金争いと多様化
凱旋門賞、キングジョージ6世&クイーンエリザベスステークス、ワシントンDCインターナショナルという新しい国際高額競走の成功によって、各地に様々な似たような競走が創設された。
イギリスでは1972年にアスコット競馬場の夏の大イベントであるキングジョージ6世&クイーンエリザベスステークスが、デ・ビアスをスポンサーに迎えて賞金増に踏み切った。というのも、この年の夏にヨーク競馬場に新設された高額賞金のベンソン・アンド・ヘッジズ・ゴールドカップに対抗するためであった。この新競走は、タバコ大手のベンソン・アンド・ヘッジズ社をスポンサーにして多額の賞金を提供し、初年度から18連勝中の名馬ブリガディアジェラード（Brigadier Gerard）とダービー馬ロベルトを呼び寄せるのに成功していた。両レースの間隔は3週間ほどしかなく、アスコット競馬場では有力馬が奪われることを警戒したのだった。
イギリスの大レースの賞金が引き上げられるのを、世界最高の競走を自負する凱旋門賞の主催者が黙って見ているわけにはいかなかった。しかしフランスでは、イギリスのように酒やタバコの企業がスポンサーになることは法律で禁止されていた。数年かけてスポンサーを探したが、フランスの企業はギャンブル業界のスポンサーになることに二の足を踏み、最終的に交渉できたのはイギリスにある国際的な旅行業界の大手、トラストハウスフォート社だった。1982年の夏、30分の会談の末に同社は毎年10万ポンドを超すスポンサー料を支払うことで合意した。
1984年にはアメリカでブリーダーズカップが創設された。この新しい競走は、アメリカ国内のすべての種牡馬から1回分の種付料を登録料として集めることで、巨額の賞金を確保することに成功した。この登録料を納めない種牡馬の子はブリーダーズカップに出ることができないため、ほとんどの種牡馬の所有者はこの登録料を支払った。この競走は一日ですべてのカテゴリーのチャンピオンを決めるためのレースを続けて行い、なかでも「クラシック」は世界最高額の300万ドル（当時のレートで約7.5億円）を提供したし、ヨーロッパから一流馬を集めて行われる「ターフ」も巨額の賞金を提供した。かつて隆盛したワシントンDCインターナショナルはすっかり廃れてしまい、やがて廃止となった。
1981年に日本で創設されたジャパンカップは、圧倒的な資金力を背景にした高額賞金を売りにして、アメリカ、ヨーロッパ、オセアニアから一流馬を集めることに成功した。アメリカでブリーダーズカップが創設された1984年には、ジャパンカップの総賞金は1億4000万円を超えていた。ジャパンカップは、かつてのフランスと同じようにパリミチェル方式による馬券の売り上げを資金源としていて、ヨーロッパのようにスポンサーに頼らずとも世界有数の高額賞金を提供することができた。
1988年に創設された香港国際カップや、オーストラリアのコックスプレートも賞金を積み増しして、凱旋門賞に引けをとらない高額賞金を実現した。しかし、極めつけは1996年に始まったドバイワールドカップで、オイルマネーを背景に、ブリーダーズカップを上回る600万ドルの賞金を出し、他の追随を許さない世界最高賞金の競走となった。
ドバイワールドカップに刺激された日本では、2000年にジャパンカップの総賞金を一挙に2億円以上引き上げて、4億7600万円とした。1着賞金だけでも2億5000万円である。凱旋門賞では、1999年から新たに高級ホテルグループのルシアン・バリエール（Groupe Lucien Barrière）とスポンサー契約を締結し、2000年には1050万フラン（約1.7億円）の総賞金を用意した。しかし各国の高額賞金争いはとどまることを知らず、2006年にはブリーダーズカップの総賞金がドバイワールドカップに迫る500万ドル（約5.8億円）になった。
2008年、ルシアン・バリエールに替わって新たに凱旋門賞のスポンサーになったのはカタール競馬馬事クラブだった。カタールは、凱旋門賞当日にアラブ馬による世界最高の競走を開催することを条件に、巨額の資金を提供することに同意した。アラビアンワールドカップが凱旋門賞ウィークエンドに加えられ、この結果凱旋門賞の賞金は従前の倍、400万ユーロ（6.5億円）になり、ドバイワールドカップには及ばないものの、芝の競走としては世界一位となった。
しかしその後も各国の賞金争いは続いており、2010年にはドバイワールドカップの賞金が1000万ドル（8.4億円）、オーストラリアのメルボルンカップは620万豪ドル（約5億円）の賞金を出すことになった。凱旋門賞は、ヨーロッパ経済の不調からユーロ安となり、相場の変動のため一位の座から転落した。2012年の時点では、芝コースではジャパンカップ、メルボルンカップに次ぐ3位となっている。これに対抗し、凱旋門賞では2018年までに賞金を530万ユーロまで引き上げると発表した。
凱旋門賞にとって救いだったのは、これらの後発の高額賞金競走が、すべて凱旋門賞とは日程的に競合しない点にあった。イギリスのイベントは夏に行われるし、アメリカやアジアの高額賞金競走は凱旋門賞よりも何週間かあとに設定され、凱旋門賞の上位馬を呼び寄せることで権威付けしようとしていたし、ドバイワールドカップはヨーロッパのオフシーズンにあたる3月に開催された。
しかし、2011年にイギリスのチャンピオンステークスが従来より施行時期を早めて10月中旬に開催することになると、凱旋門賞の主催者はこれにはっきりと抗議した。それまで、凱旋門賞に出走したヨーロッパの一流馬は、その後はアメリカのブリーダーズカップへ転戦するか、日本のジャパンカップを目指すか、ヨーロッパにとどまってチャンピオンステークスに出走するか選ぶことができた。しかし、新しい日程のもとでは、チャンピオンステークスと凱旋門賞の両方に出走することは極めて難しかった。しかもチャンピオンステークスは、凱旋門賞と同じカタールをスポンサーに据えて130万ポンド（約1.8億円）の高額賞金を出すことで、ヨーロッパの一流馬を凱旋門賞とチャンピオンステークスとで奪い合いになるのは明らかだった。2012年のシーズンのはじめに、フランス、イギリス、アイルランドの競馬主催者が協調して大レースの施行日を調整し、アメリカやアジアに一流馬を奪われるのを防ぐとの発表が行われた。
2013年には総賞金が480万ユーロになり、2014年には500万ユーロに引き上げられた。

#### 世界1位の競走と競走馬
21世紀に至っても、凱旋門賞は欧州のみならず世界最高峰の競走の一つとして評価されている。国際競馬統括機関連盟によるワールドベストレースでは1位に5度輝いた。

#### シーザスターズのG1年間6連勝
2009年は歴史的名馬と呼ばれたアイルランドのシーザスターズがロンシャンに乗り込んできた。この年の春にシーザスターズは、ナシュワン以来となる英国2冠を達成し、その後も短期間で大レース（エクリプスステークス、インターナショナルステークス、アイルランド・チャンピオンステークス）を次々に制し、G1レース5連勝を達成して凱旋門賞へ駒を進めた。引退レースとなったこのレースで圧倒的1番人気に押されたシーザスターズは、最後の直線で内から鋭く伸びて勝利。G1年間6連勝という偉業を成し遂げて引退した。

#### 権威低下の指摘
アメリカのニュース専門のテレビ局「CNN」は、近年の欧州の一流馬、特に2012年ではフランケルやシリュスデゼーグルといった当時の一流馬のほとんどがチャンピオンステークスを選択したことを挙げ、「欧州の一流馬は凱旋門賞を選択することが無くなり、かつてのような世界最高峰の競走ではなくなった」と指摘している。ただしシリュスデゼーグルはデビュー前に去勢されていたため凱旋門賞への出走資格は元々なく、管理調教師であるコリーヌ・バランド-バルブは出走できないことに不満を述べていた。
日本国内でも出走する日本調教馬の不振も相まって出走馬が一頭だけになる年もあるなど、日本国内での凱旋門賞人気の低下も指摘されている。また、2022年に出走したタイトルホルダーの共同馬主である岡田牧雄も「私はもう10年も前から、『ヨーロッパ競馬ではなく、日本はもっとアメリカ競馬を目指すべき』と言ってきました。」と日本における凱旋門賞重視の風潮を批判している。

#### トレヴ・エネイブルの連覇
当レースは斤量的にも牝馬が有利(特に3歳牝馬が斤量54.5kgであり、59.5kgを背負う4歳以上牡馬と比べて5kg差が発生する)と思われているが、牝馬による連覇は過去1936年～37年のコリーダの1例のみであり、コリーダ以外に20世紀中に達成する牝馬は出なかった。
21世紀に入って2013年～14年にかけてトレヴが、2017年～18年にかけてエネイブルが連覇を達成した。
両馬は翌年にも、牡馬も含めて未踏の3連覇に挑むために出走した。しかし、2015年のトレヴはゴールデンホーンの4着、2019年のエネイブルはゴール前でヴァルトガイストに差されて2着に敗れ、3連覇はならなかった。

### 出来事
- 1920年 - 創設。
- 1922年 - クサールが史上初の連覇。
- 1925年 - 1位入線のカダム（Cadum）進路妨害により2着降着、プリオリ（Priori）が繰上がり優勝。
- 1941年 - 凱旋門賞史上最少の7頭立てのレースとなる。
- 1956年 - 凱旋門賞史上最大の6馬身差でリボー（Ribot）が連覇。16戦無敗で引退レースを飾った。
- 1959年 - 1位同時入線のミッドナイトサン（Midnight Sun）が進路妨害により2着降着、同時入線のセントクレスピン（Saint Crespin）が優勝。
- 1965年 - 1956年のリボーと並ぶ6馬身差でシーバード (Sea Bird) が優勝。
- 1967年 - 凱旋門賞史上最多の30頭立てのレースとなる。
- 1970年 - 無敗で11連勝中のイギリスクラシック三冠馬ニジンスキー（Nijinsky）がササフラ（Sassafras）に敗れる。
- 1975年 - ドイツ（西ドイツ）調教馬として初めてシュターアピール（Star Appeal）が優勝。
- 1977年 - ニュージーランドからの遠征馬バルメリーノ（Balmerino）が2着。初の欧州調教馬以外の連対となる[53]。
- 1978年 - リボーのひ孫であるアレッジド（Alleged）が史上6頭目の連覇。
- 1983年 - 史上初めて牝馬が1〜4着までを独占、5年連続で牝馬が優勝。
- 1985年 - 連覇がかかっていた1位入線のサガス（Sagace）が進路妨害により2着降着、被害馬だった2位入線のレインボウクエスト（Rainbow Quest）が繰り上がり優勝。
- 1994年 - 史上初の母子制覇、1980年の優勝馬デトロワ（Detroit）の子カーネギー（Carnegie）が優勝。
- 1997年 - パントレセレブル（Peintre Celebre）が2着に5馬身差をつけてレコード勝ち。
- 1999年 - 日本調教馬エルコンドルパサーが2着。2度目の欧州調教馬以外の連対となる。
- 2001年 - 1956年のリボー、1965年のシーバードと並ぶ6馬身差でサキー (Sakhee) が優勝。
- 2006年 - 3位入線の日本調教馬ディープインパクトが使用禁止薬物検出[注 46]により失格。
- 2008年 - ソルジャーオブフォーチュンと3着同着とされたイッツジーノを調教しているパヴェル・ヴォヴチェンコ（Pavel Vovcenko）調教師が、自身の馬はソルジャーオブフォーチュンより先着していたとして同着判定に異議申し立て。結果的に着順は変わらなかった[54]。
- 2009年 - 史上2頭目の母子制覇、1993年の優勝馬アーバンシー（Urban Sea）の子シーザスターズ（Sea the Stars）が優勝。
- 2010年 - 日本調教馬ナカヤマフェスタが2着。3度目の欧州調教馬以外の連対となる。7位入線のプラントゥール（Planteur）が2頭の進路を妨害したため失格。
- 2011年 - デインドリーム（Danedream）が2着と5馬身差をつけてレコード勝ち。ドイツ調教馬としては36年ぶり2頭目の優勝。
- 2012年 - 日本調教馬オルフェーヴルが2着。4度目の欧州調教馬以外の連対となる。
- 2013年 - 日本調教馬オルフェーヴルが2着。5度目の欧州調教馬以外の連対となる。
- 2014年 - トレヴが36年ぶり6頭目の2連覇。
- 2018年 - エネイブルが4年ぶり7頭目の2連覇。開催競馬場が異なる凱旋門賞を連覇したのは史上初 (2017年はシャンティイ、2018年はパリロンシャン) 。
- 2020年 - 新型コロナウイルス感染症（COVID-19）の流行により、「無観客競馬」にて実施[55]。インターネットで発売された前売入場券は翌年の開催日に使用可能とした[56]。

## 歴代優勝馬
第22回-第23回(1943年-1944年)はル・トランブレー競馬場・芝2300m、第95回-第96回(2016年-2017年)はシャンティイ競馬場・芝2400mにて開催。
それ以外は全てロンシャン競馬場(2018年よりパリロンシャン競馬場)・芝2400mにて開催。
| 回数    | 施行日         | 調教国・優勝馬     | 日本語読み             | 性齢 | タイム  | 優勝騎手             | 管理調教師          |
| ------- | -------------- | ------------------ | ---------------------- | ---- | ------- | -------------------- | ------------------- |
| 第1回   | 1920年10月3日  | Comrade            | カムラッド             | 牡3  | 2:39.00 | F.ブロック           | P.ギルピン          |
| 第2回   | 1921年10月9日  | Ksar               | クサール               | 牡3  | 2:32.96 | G.スターン           | W.ウォールトン      |
| 第3回   | 1922年10月8日  | Ksar               | クサール               | 牡4  | 2:38.78 | F.ブロック           | W.ウォールトン      |
| 第4回   | 1923年10月7日  | Parth              | パース                 | 牡3  | 2:38.26 | F.オニール           | J.クロフォード      |
| 第5回   | 1924年10月5日  | Massine            | マシーヌ               | 牡4  | 2:40.98 | A.シャープ           | E.カニントン        |
| 第6回   | 1925年10月4日  | Priori             | プリオリ               | 牡3  | 2:33.96 | M.アルマン           | P.カーター          |
| 第7回   | 1926年10月3日  | Biribi             | ビリビ                 | 牡3  | 2:32.96 | D.トルテローロ       | J.トルテローロ      |
| 第8回   | 1927年10月9日  | Mon Talisman       | モントリスマン         | 牡3  | 2:32.90 | C.サンブラ           | F.カーター          |
| 第9回   | 1928年10月7日  | Kantar             | カンタル               | 牡3  | 2:38.98 | A.エスリン           | R.カーヴァー        |
| 第10回  | 1929年10月6日  | Ortello            | オルテッロ             | 牡3  | 2:42.94 | P.カプリオーリ       | W.カルテル          |
| 第11回  | 1930年10月5日  | Motrico            | モトリコ               | 牡5  | 2:44.98 | M.フリュインショルツ | M.ドクイセン        |
| 第12回  | 1931年10月4日  | Pearl Cap          | パールキャップ         | 牝3  | 2:38.96 | C.サンブラ           | F.カーター          |
| 第13回  | 1932年10月9日  | Motrico            | モトリコ               | 牡7  | 2:44.66 | C.サンブラ           | M.ドクイセン        |
| 第14回  | 1933年10月8日  | Crapom             | クラポム               | 牡3  | 2:41.76 | P.カプリオーリ       | F.レゴーリ          |
| 第15回  | 1934年10月7日  | Brantome           | ブラントーム           | 牡3  | 2:41.82 | C.ブイヨン           | L.ロベール          |
| 第16回  | 1935年10月6日  | Samos              | サモス                 | 牝3  | 2:42.64 | W.シブリット         | F.カーター          |
| 第17回  | 1936年10月4日  | Corrida            | コリーダ               | 牝4  | 2:38.72 | C.エリオット         | J.ワッツ            |
| 第18回  | 1937年10月3日  | Corrida            | コリーダ               | 牝5  | 2:33.88 | C.エリオット         | J.ワッツ            |
| 第19回  | 1938年10月9日  | Eclair au Chocolat | エクレールオーショコラ | 牡3  | 2:39.82 | C.ブイヨン           | L.ロベール          |
|         | 1939年         | 中止               | 中止                   | 中止 | 中止    | 中止                 | 中止                |
|         | 1940年         | 中止               | 中止                   | 中止 | 中止    | 中止                 | 中止                |
| 第20回  | 1941年10月5日  | Le Pacha           | ルパシャ               | 牡3  | 2:38.26 | P.フランコロン       | J.カニントン        |
| 第21回  | 1942年10月4日  | Djebel             | ジェベル               | 牡5  | 2:37.96 | J.ドワイヤベール     | C.サンブラ          |
| 第22回  | 1943年10月3日  | Verso              | ヴェルソ               | 牡3  | 2:23.2  | G.デュフォレ         | C.クルー            |
| 第23回  | 1944年10月22日 | Ardan              | アルダン               | 牡3  | 2:35.0  | J.ドワイヤベール     | C.サンブラ          |
| 第24回  | 1945年9月30日  | Nikellora          | ニケローラ             | 牝3  | 2:34.82 | W.ジョンストン       | R.ペラ              |
| 第25回  | 1946年10月6日  | Caracalla          | カラカラ               | 牡4  | 2:33.32 | C.エリオット         | C.サンブラ          |
| 第26回  | 1947年10月5日  | Le Paillon         | ルパイヨン             | 牡5  | 2:33.42 | F.ロケッティ         | W.ヘッド            |
| 第27回  | 1948年10月3日  | Migoli             | ミゴリ                 | 牡4  | 2:31.60 | C.スマーク           | F.バターズ          |
| 第28回  | 1949年10月9日  | Coronation         | コロネーション         | 牝3  | 2:33.22 | R.ポワンスレ         | C.サンブラ          |
| 第29回  | 1950年10月8日  | Tantieme           | タンティエーム         | 牡3  | 2:34.22 | J.ドワイヤベール     | F.マテ              |
| 第30回  | 1951年10月7日  | Tantieme           | タンティエーム         | 牡4  | 2:32.84 | J.ドワイヤベール     | F.マテ              |
| 第31回  | 1952年10月5日  | Nuccio             | ヌッチョ               | 牡4  | 2:39.84 | R.ポワンスレ         | A.ヘッド            |
| 第32回  | 1953年10月4日  | La Sorellina       | ラソレリーナ           | 牝3  | 2:31.82 | M.ラローン           | E.ポレ              |
| 第33回  | 1954年10月3日  | Sica Boy           | シカボーイ             | 牡3  | 2:36.34 | W.ジョンストン       | P.ペラ              |
| 第34回  | 1955年10月9日  | Ribot              | リボー                 | 牡3  | 2:35.68 | E.カミーチ           | U.ペンコ            |
| 第35回  | 1956年10月7日  | Ribot              | リボー                 | 牡4  | 2:34.76 | E.カミーチ           | U.ペンコ            |
| 第36回  | 1957年10月6日  | Oroso              | オロソ                 | 牡4  | 2:33.42 | S.ブーランジェ       | D.レスカル          |
| 第37回  | 1958年10月5日  | Ballymoss          | バリーモス             | 牡4  | 2:37.91 | A.ブリースリー       | M.V.オブライエン    |
| 第38回  | 1959年10月4日  | Saint Crespin      | セントクレスピン       | 牡3  | 2:33.30 | ジョージ・ムーア     | A.ヘッド            |
| 第39回  | 1960年10月9日  | Puissant Chef      | ピュイッサンシェフ     | 牡3  | 2:43.96 | M.ガルシア           | C.バーソロミュー    |
| 第40回  | 1961年10月8日  | Molvedo            | モルヴェド             | 牡3  | 2:38.44 | E.カミーチ           | A.マッギ            |
| 第41回  | 1962年10月7日  | Soltikoff          | ソルティコフ           | 牡3  | 2:30.94 | M.デパルマ           | R.ペラ              |
| 第42回  | 1963年10月6日  | Exbury             | エクスビュリ           | 牡4  | 2:34.98 | J.ドフォルジュ       | G.ワトソン          |
| 第43回  | 1964年10月4日  | Prince Royal       | プリンスロイヤル       | 牡3  | 2:35.50 | R.ポワンスレ         | G.ブリッジラン      |
| 第44回  | 1965年10月3日  | Sea-Bird           | シーバード             | 牡3  | 2:35.52 | P.グレノン           | E.ポレ              |
| 第45回  | 1966年10月9日  | Bon Mot            | ボンモー               | 牡3  | 2:39.8  | F.ヘッド             | W.ヘッド            |
| 第46回  | 1967年10月8日  | Topyo              | トピオ                 | 牡3  | 2:38.2  | W.B.パイアーズ       | C.バーソロミューJr. |
| 第47回  | 1968年10月6日  | Vaguely Noble      | ヴェイグリーノーブル   | 牡3  | 2:35.2  | W.ウィリアムソン     | E.ポレ              |
| 第48回  | 1969年10月5日  | Levmoss            | レヴモス               | 牡4  | 2:29.0  | W.ウィリアムソン     | S.マグラー          |
| 第49回  | 1970年10月4日  | Sassafras          | ササフラ               | 牡3  | 2:29.7  | Y.サンマルタン       | F.マテ              |
| 第50回  | 1971年10月3日  | Mill Reef          | ミルリーフ             | 牡3  | 2:28.3  | G.ルイス             | I.ボールディング    |
| 第51回  | 1972年10月8日  | San San            | サンサン               | 牝3  | 2:28.3  | F.ヘッド             | A.ペナ              |
| 第52回  | 1973年10月7日  | Rheingold          | ラインゴールド         | 牡4  | 2:35.8  | L.ピゴット           | B.ヒルズ            |
| 第53回  | 1974年10月6日  | Allez France       | アレフランス           | 牝4  | 2:36.9  | Y.サンマルタン       | A.ペナ              |
| 第54回  | 1975年10月5日  | Star Appeal        | シュターアピール       | 牡5  | 2:33.6  | G.スターキー         | T.グリーパー        |
| 第55回  | 1976年10月3日  | Ivanjica           | イヴァンジカ           | 牝4  | 2:39.4  | F.ヘッド             | A.ヘッド            |
| 第56回  | 1977年10月2日  | Alleged            | アレッジド             | 牡3  | 2:30.6  | L.ピゴット           | M.V.オブライエン    |
| 第57回  | 1978年10月1日  | Alleged            | アレッジド             | 牡4  | 2:36.5  | L.ピゴット           | M.V.オブライエン    |
| 第58回  | 1979年10月7日  | Three Troikas      | スリートロイカス       | 牝3  | 2:28.9  | F.ヘッド             | C.ヘッド            |
| 第59回  | 1980年10月5日  | Detroit            | デトロワ               | 牝3  | 2:28.0  | P.エデリー           | O.ドゥイブ          |
| 第60回  | 1981年10月4日  | Gold River         | ゴールドリヴァー       | 牝4  | 2:35.2  | ゲイリー・ムーア     | A.ヘッド            |
| 第61回  | 1982年10月3日  | Akiyda             | アキイダ               | 牝3  | 2:37.0  | Y.サンマルタン       | F.マテ              |
| 第62回  | 1983年10月2日  | All Along          | オールアロング         | 牝4  | 2:28.1  | W.スウィンバーン     | P.ビアンコーヌ      |
| 第63回  | 1984年10月7日  | Sagace             | サガス                 | 牡4  | 2:39.1  | Y.サンマルタン       | P.ビアンコーヌ      |
| 第64回  | 1985年10月6日  | Rainbow Quest      | レインボウクエスト     | 牡4  | 2:29.5  | P.エデリー           | J.ツリー            |
| 第65回  | 1986年10月5日  | Dancing Brave      | ダンシングブレーヴ     | 牡3  | 2:27.7  | P.エデリー           | G.ハーウッド        |
| 第66回  | 1987年10月4日  | Trempolino         | トランポリーノ         | 牡3  | 2:26.3  | P.エデリー           | A.ファーブル        |
| 第67回  | 1988年10月2日  | Tony Bin           | トニービン             | 牡5  | 2:37.3  | J.リード             | L.カミーチ          |
| 第68回  | 1989年10月8日  | Carroll House      | キャロルハウス         | 牡4  | 2:30.8  | M.キネーン           | M.ジャーヴィス      |
| 第69回  | 1990年10月7日  | Saumarez           | ソーマレズ             | 牡3  | 2:29.8  | G.モッセ             | N.クレマン          |
| 第70回  | 1991年10月6日  | Suave Dancer       | スアーヴダンサー       | 牡3  | 2:31.4  | C.アスムッセン       | J.ハモンド          |
| 第71回  | 1992年10月4日  | Subotica           | スボーティカ           | 牡4  | 2:39.0  | T.ジャルネ           | A.ファーブル        |
| 第72回  | 1993年10月3日  | Urban Sea          | アーバンシー           | 牝4  | 2:37.9  | E.サンマルタン       | J.レボルド          |
| 第73回  | 1994年10月2日  | Carnegie           | カーネギー             | 牡3  | 2:31.1  | T.ジャルネ           | A.ファーブル        |
| 第74回  | 1995年10月1日  | Lammtarra          | ラムタラ               | 牡3  | 2:31.8  | L.デットーリ         | S.ビン・スルール    |
| 第75回  | 1996年10月6日  | Helissio           | エリシオ               | 牡3  | 2:29.9  | O.ペリエ             | E.ルルーシュ        |
| 第76回  | 1997年10月5日  | Peintre Celebre    | パントレセレブル       | 牡3  | 2:24.6  | O.ペリエ             | A.ファーブル        |
| 第77回  | 1998年10月4日  | Sagamix            | サガミックス           | 牡3  | 2:34.5  | O.ペリエ             | A.ファーブル        |
| 第78回  | 1999年10月3日  | Montjeu            | モンジュー             | 牡3  | 2:38.5  | M.キネーン           | J.ハモンド          |
| 第79回  | 2000年10月1日  | Sinndar            | シンダー               | 牡3  | 2:25.8  | J.ムルタ             | J.オックス          |
| 第80回  | 2001年10月7日  | Sakhee             | サキー                 | 牡4  | 2:36.1  | L.デットーリ         | S.ビン・スルール    |
| 第81回  | 2002年10月6日  | Marienbard         | マリエンバード         | 牡5  | 2:26.7  | L.デットーリ         | S.ビン・スルール    |
| 第82回  | 2003年10月5日  | Dalakhani          | ダラカニ               | 牡3  | 2:32.3  | C.スミヨン           | A.ロワイエ=デュプレ |
| 第83回  | 2004年10月3日  | Bago               | バゴ                   | 牡3  | 2:25.0  | T.ジレ               | J.ピース            |
| 第84回  | 2005年10月2日  | Hurricane Run      | ハリケーンラン         | 牡3  | 2:27.4  | K.ファロン           | A.ファーブル        |
| 第85回  | 2006年10月1日  | Rail Link          | レイルリンク           | 牡3  | 2:26.3  | S.パスキエ           | A.ファーブル        |
| 第86回  | 2007年10月7日  | Dylan Thomas       | ディラントーマス       | 牡4  | 2:28.5  | K.ファロン           | A.オブライエン      |
| 第87回  | 2008年10月5日  | Zarkava            | ザルカヴァ             | 牝3  | 2:28.8  | C.スミヨン           | A.ロワイエ=デュプレ |
| 第88回  | 2009年10月4日  | Sea the Stars      | シーザスターズ         | 牡3  | 2:26.3  | M.キネーン           | J.オックス          |
| 第89回  | 2010年10月3日  | Workforce          | ワークフォース         | 牡3  | 2:35.3  | R.ムーア             | M.スタウト          |
| 第90回  | 2011年10月2日  | Danedream          | デインドリーム         | 牝3  | 2:24.49 | A.シュタルケ         | P.シールゲン        |
| 第91回  | 2012年10月7日  | Solemia            | ソレミア               | 牝4  | 2:37.68 | O.ペリエ             | C.ラフォンパリアス  |
| 第92回  | 2013年10月6日  | Treve              | トレヴ                 | 牝3  | 2:32.04 | T.ジャルネ           | C.ヘッド            |
| 第93回  | 2014年10月5日  | Treve              | トレヴ                 | 牝4  | 2:26.05 | T.ジャルネ           | C.ヘッド            |
| 第94回  | 2015年10月4日  | Golden Horn        | ゴールデンホーン       | 牡3  | 2:27.23 | L.デットーリ         | J.ゴスデン          |
| 第95回  | 2016年10月2日  | Found              | ファウンド             | 牝4  | 2:23.61 | R.ムーア             | A.オブライエン      |
| 第96回  | 2017年10月1日  | Enable             | エネイブル             | 牝3  | 2:28.69 | L.デットーリ         | J.ゴスデン          |
| 第97回  | 2018年10月7日  | Enable             | エネイブル             | 牝4  | 2.29.24 | L.デットーリ         | J.ゴスデン          |
| 第98回  | 2019年10月6日  | Waldgeist          | ヴァルトガイスト       | 牡5  | 2:31.97 | P.ブドー             | A.ファーブル        |
| 第99回  | 2020年10月4日  | Sottsass           | ソットサス             | 牡4  | 2:39.30 | C.デムーロ           | J.C.ルジェ          |
| 第100回 | 2021年10月3日  | Torquator Tasso    | トルカータータッソ     | 牡4  | 2:37.62 | R.ピーヒュレク       | M.ヴァイス          |
| 第101回 | 2022年10月2日  | Alpinista          | アルピニスタ           | 牝5  | 2:35.71 | L.モリス             | M.プレスコット      |
| 第102回 | 2023年10月1日  | Ace Impact         | エースインパクト       | 牡3  | 2:25.52 | C.デムーロ           | J.C.ルジェ          |
| 第103回 | 2024年10月6日  | Bluestocking       | ブルーストッキング     | 牝4  | 2:31.58 | R.ライアン           | R.ベケット          |

### 優勝馬の傾向
創設から2024年までの103回中のもの。

#### 調教国
最も優勝回数の多い国はフランスである。
- フランス - 69回
- イギリス - 17回
- アイルランド - 8回　※アイルランドの独立は1937年
- イタリア - 6回
- ドイツ - 3回　※東西分裂時代の西ドイツを含む

欧州以外の国で調教を受けた馬が優勝したことはない。ただし、ゴドルフィンが馬主で英国とUAEの2箇所で調教師をしているサイード・ビン・スルール調教馬による優勝例は3回ある。
欧州馬以外の最高着順は2着で、日本から出走したエルコンドルパサー、ナカヤマフェスタ、オルフェーヴル（2回・2012,2013）。他に、転厩により英国調教馬となっているが、オセアニアの主要な競走を勝利しているニュージーランドからの遠征馬バルメリーノが2着に来ている。

#### 馬齢
最も優勝回数が多いのは3歳馬である。末尾の括弧囲みは牝馬の優勝回数。
- 3歳 - 60頭（13頭）
- 4歳 - 32頭（11頭）
- 5歳 - 9頭（2頭）
- 6歳 - 0頭
- 7歳 - 1頭

## 主な記録

### 最多勝利
- 騎手（6勝）
  - ランフランコ・デットーリ (1995年、2001年、2002年、2015年、2017年、2018年)
- 調教師（8勝）
  - アンドレ・ファーブル（1987年、1992年、1994年、1997年、1998年、2005年、2006年、2019年）
- 馬主（6勝）
  - マルセル・ブサック（1936年、1937年、1942年、1944年、1946年、1949年）
  - ハーリド・ビン・アブドゥッラー (1985年、1986年、2006年、2010年、2017年、2018年)

### 連覇
- 競走馬
  - クサール（Ksar） - 1921年・1922年　初の連覇。
  - コリーダ（Corrida） - 1936年・1937年 初の牝馬による連覇。
  - タンティエーム（Tantieme） - 1950年・1951年
  - リボー（Ribot） - 1955年・1956年
  - アレッジド（Alleged） - 1977年・1978年
  - トレヴ（Treve） - 2013年・2014年
  - エネイブル（Enable） - 2017年・2018年
- 2勝した競走馬
  - モトリコ（Motrico） - 1930年と1932年に優勝。
- 騎手　(同一競走馬騎乗によって連覇を達成している場合、当該年度を太字にし、その後ろに括弧で騎乗馬を記載)
  - パット・エデリー - 1985年から1987年にかけて3連勝。
  - オリビエ・ペリエ - 1996年から1998年にかけて3連勝。
  - シャルル・サンブラ - 1931年・1932年
  - チャールズ・エリオット - 1936年・1937年 (コリーダ)
  - ジャック・ドワイヤベール - 1950年・1951年 (タンティエーム)
  - エンリコ・カミーチ - 1955年・1956年 (リボー)
  - ウィリアム・ウィリアムソン - 1968年・1969年
  - レスター・ピゴット - 1977年・1978年 (アレッジド)
  - ランフランコ・デットーリ - 2001年・2002年及び2017年・2018年 (エネイブル)
  - ティエリ・ジャルネ - 2013年・2014年 (トレヴ)

### 親子制覇
- 父子制覇
  - 父ビリビ（1926年） - 子ルパシャ（1941年）
  - 父ジェベル（1942年） - 子コロネーション（1949年）
  - 父リボー（1955年・1956年） - 子モルヴェド（1961年）、プリンスロイヤル（1964年）
  - 父シーバード（1965年） - 子アレフランス（1974年）
  - 父レインボウクエスト（1985年） - 子ソーマレズ（1990年）
  - 父モンジュー（1999年） - 子ハリケーンラン（2005年）

- 母子制覇
  - 母デトロワ（1979年） - 子カーネギー（1994年）
  - 母アーバンシー（1993年） - 子シーザスターズ（2009年）

### その他
- レースレコード - 2:23.61（第95回優勝馬・ファウンド 開催シャンティイ）
- ロンシャンのレコード2:24.49（第90回優勝馬・デインドリーム）
- 2着との最大着差 - 6馬身（第35回優勝馬・リボー、第44回優勝馬・シーバード、第80回優勝馬・サキー）
- 最高齢勝利 - 7歳（第13回優勝馬・モトリコ）

## 主なステップレース
太字はアークレーシズ対象競走
| 競走名               | 格付 | 施行競馬場       | 施行距離  | 出走資格  | 次走で凱旋門賞に優勝した競走馬 |
| -------------------- | ---- | ---------------- | --------- | --------- | --- |
| KGVI & QES           | G1   | アスコット       | 芝11f211y | 3歳以上   | Mill Reef（1971）、Rainbow Quest（3着、1985）、Lammtarra（1995）、Workforce（5着、2010） |
| 愛チャンピオンS      | G1   | レパーズタウン   | 芝10f     | 3歳以上   | Carroll House（1989）、Suave Dancer（1991）、Dylan Thomas（2007）、Sea the Stars（2009） Golden Horn（2015）、Found（2着、2016）、Sottsass（4着、2020）                                                               |
| バーデン大賞         | G1   | バーデンバーデン | 芝2400m   | 3歳以上   | Star Appeal（4着、1975）、Marienbard（2002）、Danedream（2011）、Torquator Tasso（2021） |
| ニエル賞             | G2   | パリロンシャン   | 芝2400m   | 3歳       | Trempolino（1987）、Carnegie（1994）、Helissio（1996）、Peintre Celebre（2着、1997） Sagamix（1998）、Montjeu（1999）、Sinndar（2000）、Dalakhani（2003） Bago（3着、2004）、Hurricane Run（2005）、Rail Link（2006） |
| フォワ賞             | G2   | パリロンシャン   | 芝2400m   | 4歳以上   | Allez France（1974）、Gold River（3着、1981）、All Along（2着、1983）、Sagace（1984） Subotica（2nd、1992）、Waldgeist（2019）                                                                                        |
| ヴェルメイユ賞       | G1   | パリロンシャン   | 芝2400m   | 3歳以上牝 | San San（1972）、Three Troikas（1979）、Detroit（3着、1980）、Akiyda（2着、1982） Zarkava（2008）、Solemia（3着、2012）、Treve（2013、2014（4着））、Bluestocking(2024)                                               |
| インターナショナルS  | G1   | ヨーク           | 芝10f56y  | 3歳以上   | Rheingold（3着、1973）、Sakhee（2001） |
| プランスドランジュ賞 | G3   | パリロンシャン   | 芝2000m   | 3歳       | Ivanjica（1976）、Alleged（1978）、Saumarez（1990） |
| ヨークシャーオークス | G1   | ヨーク           | 芝11f188y | 3歳以上牝 | Enable（2017）、Alpinista（2022） |
| セプテンバーS        | G3   | ケンプトンパーク | 全12f     | 3歳以上   | Enable（2018） |
| ゴントービロン賞     | G3   | ドーヴィル       | 芝2000m   | 4歳以上   | Urban Sea（1993） |
| フェデリコテシオ賞   | G2   | サンシーロ       | 芝2200m   | 3歳以上   | Tony Bin（1988） |
| セントレジャーS      | G1   | ドンカスター     | 芝14f115y | 3歳       | Alleged（2着、1977） |
| ロワイヤルオーク賞   | G1   | パリロンシャン   | 芝3100m   | 3歳以上   | Sassafras（1970） |

### 廃止
| 競走名    | 格付 | 施行競馬場   | 施行距離 | 出走資格 | 次走で凱旋門賞に優勝した競走馬 |
| --------- | ---- | ------------ | -------- | -------- | ------------------------------ |
| セレクトS | G3   | グッドウッド | 芝10f    | 3歳      | Dancing Brave（1986年）        |

### その他
| 競走名           | 格付 | 施行競馬場           | 施行距離 | 出走資格  |
| ---------------- | ---- | -------------------- | -------- | --------- |
| ジョッケクルブ賞 | G1   | シャンティイ競馬場   | 芝2100m  | 3歳牡・牝 |
| ディアヌ賞       | G1   | シャンティイ競馬場   | 芝2100m  | 3歳牝     |
| サンクルー大賞   | G1   | サンクルー競馬場     | 芝2400m  | 4歳以上   |
| パリ大賞典       | G1   | パリロンシャン競馬場 | 芝2400m  | 3歳牡・牝 |
| ジャンロマネ賞   | G1   | ドーヴィル競馬場     | 芝2000m  | 3歳以上牝 |
| アークトライアル | L    | ニューベリー競馬場   | 芝11f5y  | 3歳以上   |

## 日本との関連

### 日本での評価
日本では、世界的な国際レースとして紹介されてきた。

### 日本からの挑戦

#### 日本調教馬の挑戦の歴史
日本調教馬が初めて凱旋門賞に挑戦したのは1969年のことで、天皇賞馬スピードシンボリが出走して着外に敗れたものである。スピードシンボリが帰国後にグランプリ3連覇を果たしたことは、外国と日本との実力差を強調する結果となった。1972年に天皇賞馬メジロムサシが18着、1986年には日本ダービー馬シリウスシンボリもダンシングブレーヴの14着に敗れた。
1999年、4頭目の挑戦となるエルコンドルパサーは、サンクルー大賞を制して凱旋門賞ではモンジューから半馬身差の2着という結果を残し、日本の競馬界に希望をもたらした。
2006年には中央競馬クラシック三冠馬ディープインパクトが遠征したが、競走ではレイルリンクらに差されて3位入線という形で敗れ、さらに禁止薬物に関する違反により失格という結果に終わった（ディープインパクト禁止薬物検出事件）。
2010年に実績面で見劣りする宝塚記念馬ナカヤマフェスタがワークフォースからアタマ差の2着と好走すると、2011年に三冠を達成したオルフェーヴルは実績・適性の両面で期待された。2012年オルフェーヴルは直線で急失速してソレミアの2着。翌2013年にはオルフェーヴルに加えてダービー馬キズナも出走したが、それぞれトレヴの2着・4着と完敗した。
日本調教馬による2着4回という最高着順は、欧州外からの挑戦としては健闘の域に入る（調教国も参照）。しかし、2014年頃から停滞が続くようになった。

#### 日本調教馬と競走条件
凱旋門賞のコースで、フォルスストレートを除く実際の直線は東京競馬場とほぼ同じで、また道中10mの高低差は中山競馬場のほぼ倍にあたる。日本調教馬が同競走で相手関係のほかに苦戦する要素としては、日本と性質の違う馬場、過酷な斤量、密集した馬群、高低差などが挙げられる。
福永祐一は、日本の競走に対する凱旋門賞を100m走に対する100mハードルに例え、「走破時計が違う以上、求められる要素も違う」としている。
平松聡は、欧州の競走馬が2400m路線で単純に「強い」ことを指摘し、日本調教馬の敗因として「厳しい馬場状態」が必要以上に挙げられることに対して批判している。

### 日本人騎手の成績
| 回数    | 施行日        | 騎乗馬名       | アルファベット表記 | 性齢 | 騎手名   | 管理調教師           | 着順 |
| ------- | ------------- | -------------- | ------------------ | ---- | -------- | -------------------- | ---- |
| 第69回  | 1990年10月7日 | アサティス     | Assatis            | 牡3  | 柴田政人 | G.ハーウッド         | 12着 |
| 第73回  | 1994年10月2日 | ホワイトマズル | White Muzzle       | 牡4  | 武豊     | P.チャップルハイアム | 6着  |
| 第73回  | 1994年10月2日 | ダンシェンヌ   | Dancienne          | 牝4  | 岡部幸雄 | E.ルルーシュ         | 20着 |
| 第80回  | 2001年10月7日 | サガシティ     | Sagacity           | 牡3  | 武豊     | A.ファーブル         | 3着  |
| 第98回  | 2019年10月6日 | ソフトライト   | Soft Light         | 牡3  | 武豊     | J.C.ルジェ           | 6着  |
| 第100回 | 2021年10月3日 | ブルーム       | Broome             | 牡5  | 武豊     | A.オブライエン       | 11着 |
| 第103回 | 2024年10月6日 | アルリファー   | Al Riffa           | 牡4  | 武豊     | J.オブライエン       | 11着 |

### ジャパンカップ
日本国内最高金額のジャパンカップは凱旋門賞の約7週間後に行われ、しばしば凱旋門賞出走馬が招待されている。2003年からは出走を促すために褒賞金が設定された（詳しくはジャパンカップの褒賞金制度を参照）。その年の凱旋門賞優勝馬がジャパンカップに出走したのは過去7回（下記）。まだ勝ち馬は出ていない。
- その年の凱旋門賞優勝馬のジャパンカップでの人気と着順
  - 1988年　トニービン（2番人気）5着
  - 1989年　キャロルハウス（7番人気）14着
  - 1993年　アーバンシー（10番人気）8着
  - 1996年　エリシオ（1番人気）3着
  - 1999年　モンジュー（1番人気）4着
  - 2011年　デインドリーム（1番人気）6着
  - 2012年　ソレミア（7番人気）13着

また、JRA所属であり凱旋門賞に出走した馬にも500万円、さらにジャパンカップもしくは有馬記念に出走した馬は500万円の協力金が交付されることになっている。

### 凱旋門賞優勝馬の輸入
日本では、必ずしもヨーロッパで高い評価を得られた場合でなくとも凱旋門賞の優勝馬には大きな注目が集まってきた。1959年以降、2008年までに15頭が種馬として輸入されている（1年間のみのリース種牡馬1頭、牝馬1頭を含む）。特に1988年以降は10年間で6頭が種牡馬として日本に輸入される人気だった。
これらのうち1959年優勝のセントクレスピンや1986年優勝のダンシングブレーヴは種牡馬としての重大な欠陥をもって輸入されたが、日本での治療により種牡馬能力を回復して八大競走優勝馬を複数出すほどの好成績を残した。最良の成績を残したのは1988年優勝のトニービンで、1994年に日本の種牡馬チャンピオンとなった。また、1994年優勝のカーネギーは日本と南半球を行き来するシャトル種牡馬となってオセアニアで活躍馬を輩出している。また牝馬の優勝馬はサンサンがただ1頭輸入され、重賞勝ち馬2頭を産んでいる。
一方、ラインゴールド、プリンスロイヤルのように不振だったものもいる。中でも1995年優勝のラムタラは44億円と言う巨額のシンジケートが組まれて輸入されたものの、大きく期待に反する種牡馬成績に終わった。このラムタラのほかボンモー、キャロルハウス、エリシオ、マリエンバードが再輸出された。

### テレビ中継
日本におけるテレビ中継権は長らくNHKが持っていたが、 BS1（衛星第1テレビ）で後日『世界の競馬』において放送するような扱いだった。しかし1999年、エルコンドルパサーが出走したことにより、初めての生中継に踏み切った。2006年にディープインパクトが挑戦した際には日本の放送史上初めて、地上波（総合テレビ）での海外競馬の全国生中継が行われた。2007年以降は再び後日放送となっている。
2007年から、民放で長く競馬中継に積極的に取り組んでいた関西テレビが中継権を取得。しかし放送は関西ローカルとなり、放送時間も、時間帯の関係により生中継ではなくレース1 - 2時間後の録画放送となっている。オルフェーヴルが出走した2012年以降は、日本馬が出走するレースに限り関西テレビと同じく長く競馬中継に取り組んでいるフジテレビとの共同制作でフジテレビ系列全国ネットで放送される。2012年・2016年〜2019年・2021年からは『Mr.サンデー』、2013年・2014年は『すぽると!』の番組内で中継を行う。実況は2012年が岡安譲、2015年・2017年・2021年が吉原功兼、2023年は川島壮雄（以上、関西テレビアナウンサー）、2013年が青嶋達也、2014年が塩原恒夫、2016年・2018年〜2019年が福原直英、2022年が立本信吾、2024年が倉田大誠（以上、フジテレビアナウンサー）が担当している。
また、BSテレビの中継権は農林水産省の関連団体が運営するグリーンチャンネルが有しており、海外競馬のインターネット馬券発売も関係していることから、近年はノースクランブル放送を行っている。CSでは2010年からフジテレビワンツーネクスト（2011年まではフジテレビTWO、2012年はフジテレビONE）でも「みんなのフランスKEIBA」と題して中継放送を行っている。また2011年は同年から競馬中継が始まったBS11で『うまナビ!イレブン』の枠を拡大、当競走の生中継を行っている。